# Odlesňování

Změna ploch lesů za rok 2015

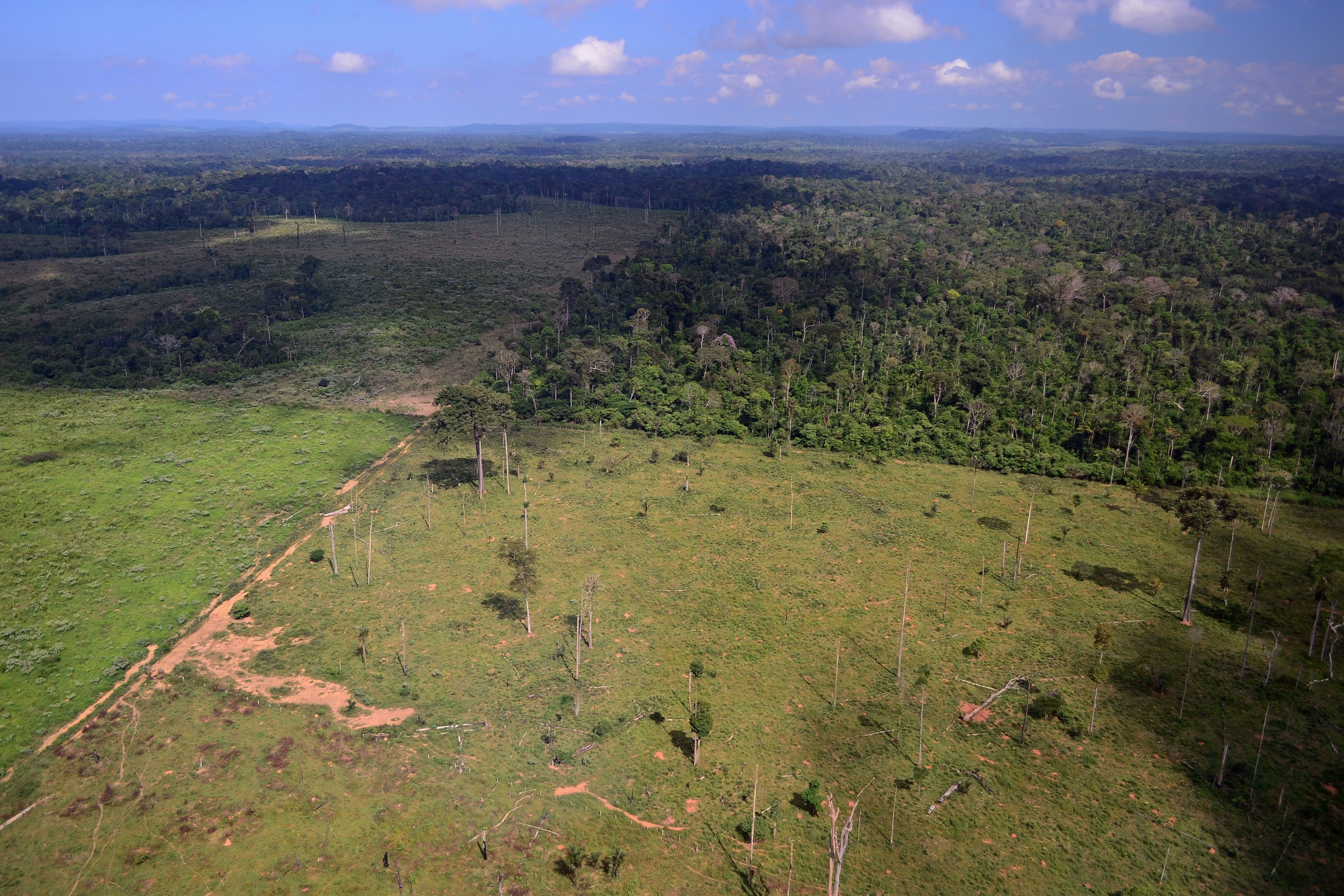
Odlesňování amazonského pralesa v Brazílii

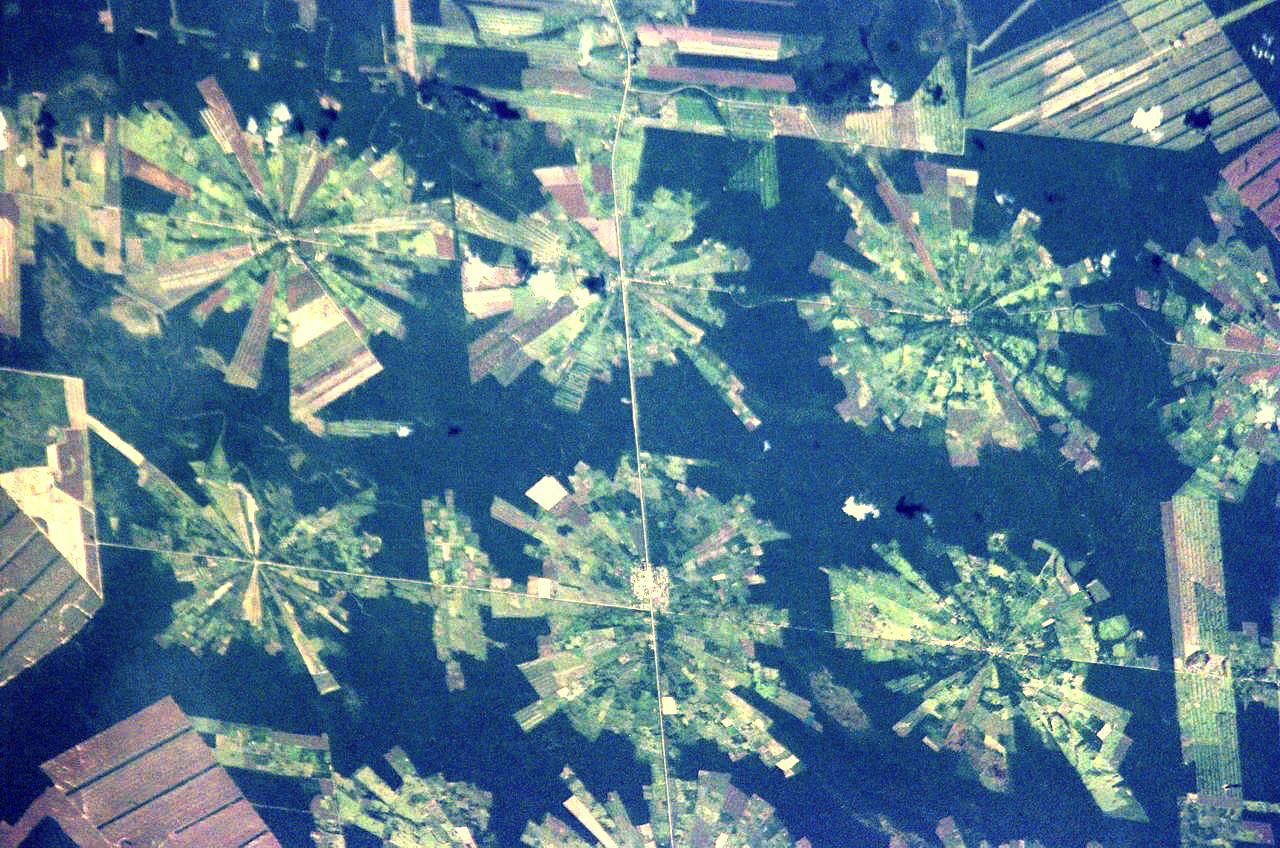
Satelitní obrázek probíhajícího odlesňování ve východní Bolívii. Na celém světě bylo mezi roky 1990 a 2015 ztraceno 10 % oblastí divočiny.

Odlesňování (též deforestace) znamená odstranění lesa respektive stromů z území, které je poté přeměněno na nelesní použití. Odlesňování může zahrnovat přeměnu lesní půdy na farmy, ranče nebo pro zástavbu. Nejkoncentrovanější odlesňování se vyskytuje v tropických deštných pralesích. Asi 31 % zemského povrchu je pokryto lesy.
Odlesňování může nastat z několika důvodů: stromy mohou být káceny, aby mohly být použity pro stavbu nebo prodány jako palivo (někdy ve formě dřevěného uhlí nebo dřeva), zatímco vykácené území může být použito jako pastvina pro hospodářská zvířata nebo na plantáže. Odstranění stromů bez následujícího dostatečného zalesnění má za následek poškození stanovišť, ztrátu biologické rozmanitosti a aridaci. Má nepříznivé dopady na propady atmosférického oxidu uhličitého. Odlesňování bylo používáno také ve válce, aby ztratil nepřítel životně důležité zdroje a maskování jeho sil. V 20. století byla takto britskou armádou použita látka Agent Orange v Západní Malajsii během války v Malajsii a obdobně armádou Spojených států ve Vietnamu během vietnamské války. Od roku 2005, přestala růst čistá míra odlesňování v zemích s HDP na osobu vyšším, než 4,600 USD. Odlesněné regiony obvykle způsobují významnou nepříznivou erozi půdy a často se mění na pustinu.
K odlesňování často vede špatné hospodaření s lesy a také nedostatečné environmentální zákony. Odlesňování je dlouhodobým problémem v mnoha zemích – ať už přirozené, nebo způsobené člověkem. Odlesňování způsobuje vymírání, změny klimatických podmínek, dezertifikaci a přemisťování populací jak živočichů, tak rostlin. To bylo v minulosti a děje se i v současnosti. Více než polovina všech druhů rostlin a živočichů na světě žije v tropických lesích.
Mezi roky 2000 a 2012 bylo celosvětově odlesněno 2,3 mil km2 lesa. Výsledkem odlesňování je, že z původních 16 mil. km2 tropického deštného pralesa zbývá dnes pouze 6,2 mil. km2. Každou minutu mizí z Amazonského pralesa plocha lesa velikosti fotbalového hřiště. V roce 2018 bylo ztraceno více než 3,6 milionu hektarů panenského tropického pralesa. Přes všechny snahy ochranářů, vlád a korporací nepoklesla od roku 2001 každoroční míra odlesnění.

## Příčiny

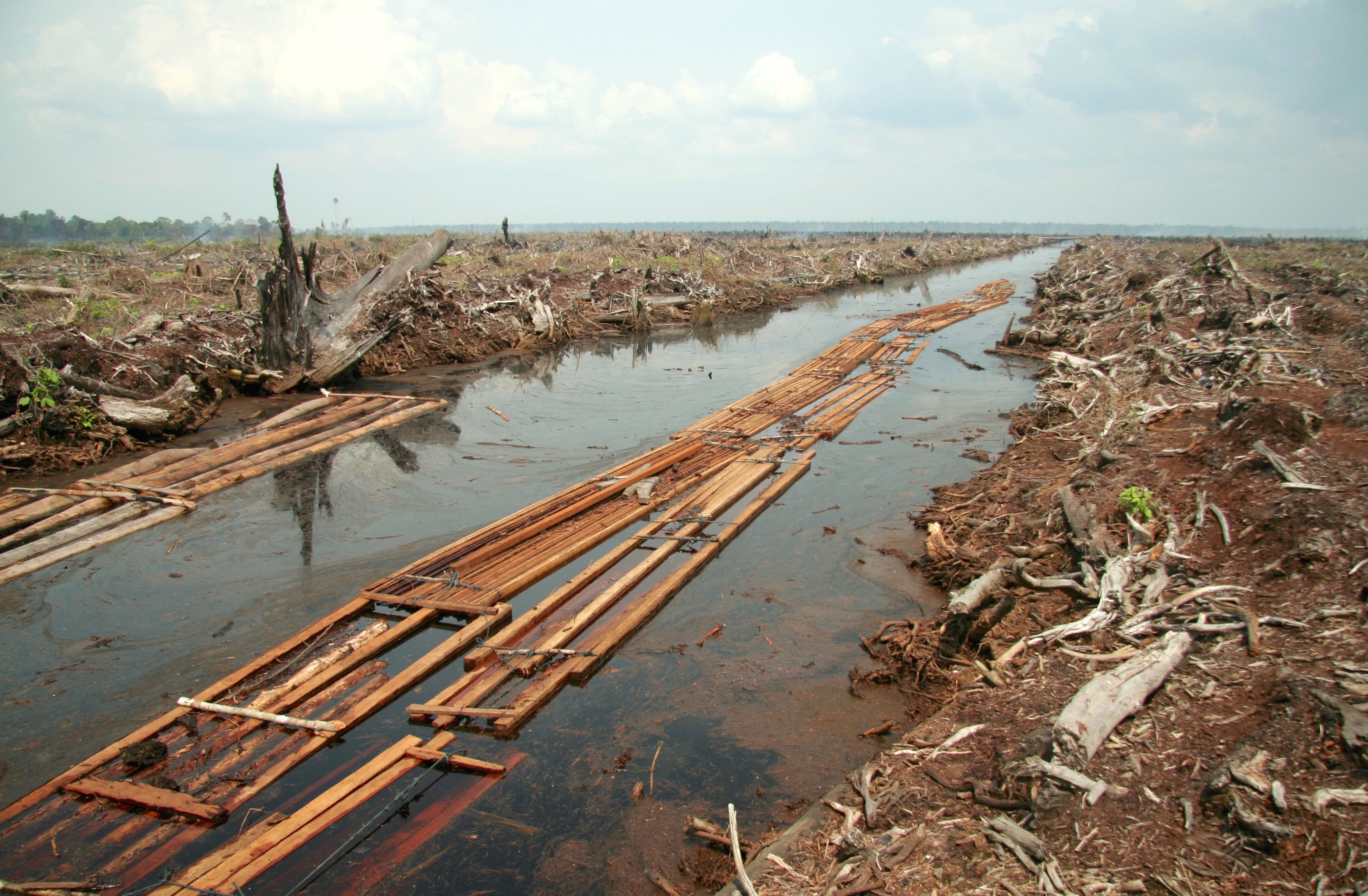
Poslední vytěžené klády z rašelinného lesa v Indragiri Hulu, Sumatra, Indonésie. Odlesňování zde probíhá pro plantáže palem olejových.

Podle sekretariátu Rámcové úmluvy OSN o změně klimatu (UNFCCC) je hlavní příčinou odlesňování zemědělství. Za 48 % odlesňování je odpovědné zemědělství pro vlastní obživu, za 32 % pak komerční zemědělství; těžba dřeva je zodpovědná za 14 % a těžba palivového dřeva může za 5 % odlesňování.
Dalšími příčinami současného odlesňování jsou korupce vládních institucí, nespravedlivé rozdělení bohatství a moci, růst populace, přelidnění, a urbanizace. Také globalizace je často vnímána jako další hlavní příčina odlesňování ačkoli existují případy, kdy dopady globalizace (nové toky pracovních sil, kapitálu, komodit a myšlenek) podpořily lokální obnovu lesa.
Další příčinou odlesňování je změna klimatu. Přibližně 23 % ztrát stromových porostů je způsobeno požáry a změna klimatu zvyšuje jejich frekvenci a sílu. Rostoucí teploty způsobují masivní požáry zejména v tajze. Jedním z možných důsledků je také změna složení lesa. Emise uhlíku z požárů v přírodě se ve 21. století ale globálně nezvyšují.

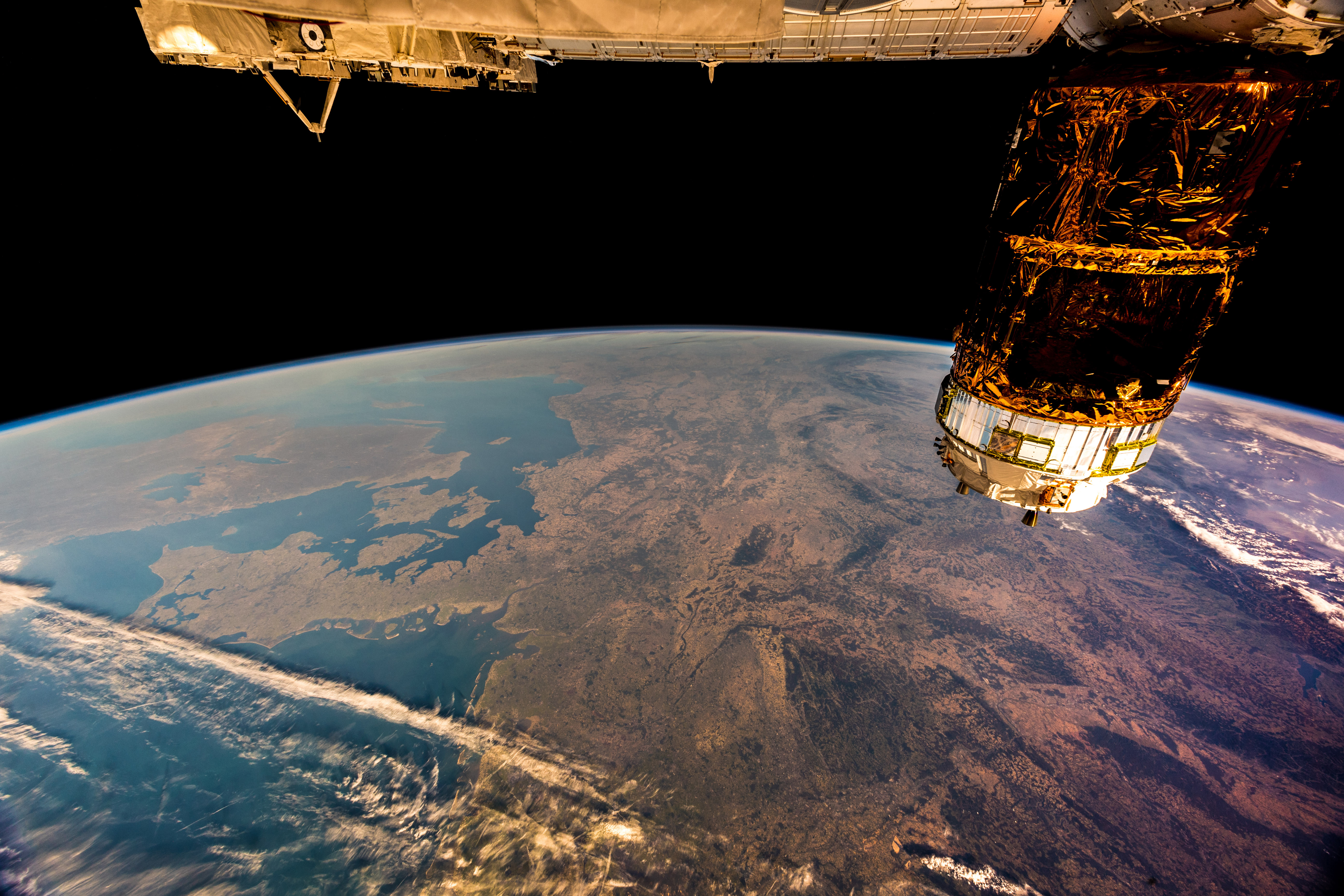
Odlesňování v Evropě z pohledu satelitu

V roce 2000 Organizace spojených národů pro výživu a zemědělství (FAO) zjistila, že „role dynamiky populace v místním prostředí se může lišit od rozhodujících k zanedbatelným“ a že odlesňování může být výsledkem „kombinace populačního tlaku a stagnujících hospodářských, sociálních a technologických podmínek".
Zhoršování lesních ekosystémů je také spojeno s ekonomickými pobídkami, díky nimž se přeměna lesů zdá být výhodnější než jejich ochrana. Mnoho důležitých funkcí lesa se neuplatní na trhu a tudíž nemá žádnou ekonomickou hodnotu, která je zdrojem blaha pro majitele lesů nebo společenství, která se spoléhají na lesy. Z pohledu rozvojového světa plynou výhody lesa, jako jsou zásoby uhlíku nebo zásoby biologické rozmanitosti, především bohatším rozvinutým zemím a tyto služby nejsou dostatečně kompenzovány. Rozvojové země mají pocit, že některé země v rozvinutém světě, jako jsou Spojené státy americké, před staletími vykácely své lesy a ekonomicky těžily z tohoto odlesnění, a že je pokrytecké odmítat rozvojovým zemím stejné příležitosti.
Někteří komentátoři zaznamenali v posledních 30 letech posun v příčinách odlesňování. Na konci 19. století a v první polovině 20. století bylo odlesňování způsobeno především existenčními aktivitami a vládními rozvojovými projekty, jako je tzv. transmigrace v zemích jako Indonésie a kolonizace v Latinské Americe, v Indii, na Jávě atd., zatímco v 90. letech 20. století byla většina odlesňování způsobena průmyslovými faktory, včetně těžebního průmyslu, rozsáhlého chovu skotu a extenzivního zemědělství. Od roku 2001 tvoří odlesňování způsobené komoditami, které budou pravděpodobně trvalé, přibližně čtvrtinu všech poškození lesa a tato ztráta je soustředěna v Jižní Americe a jihovýchodní Asii.

## Účinky na životní prostředí

### Atmosférické

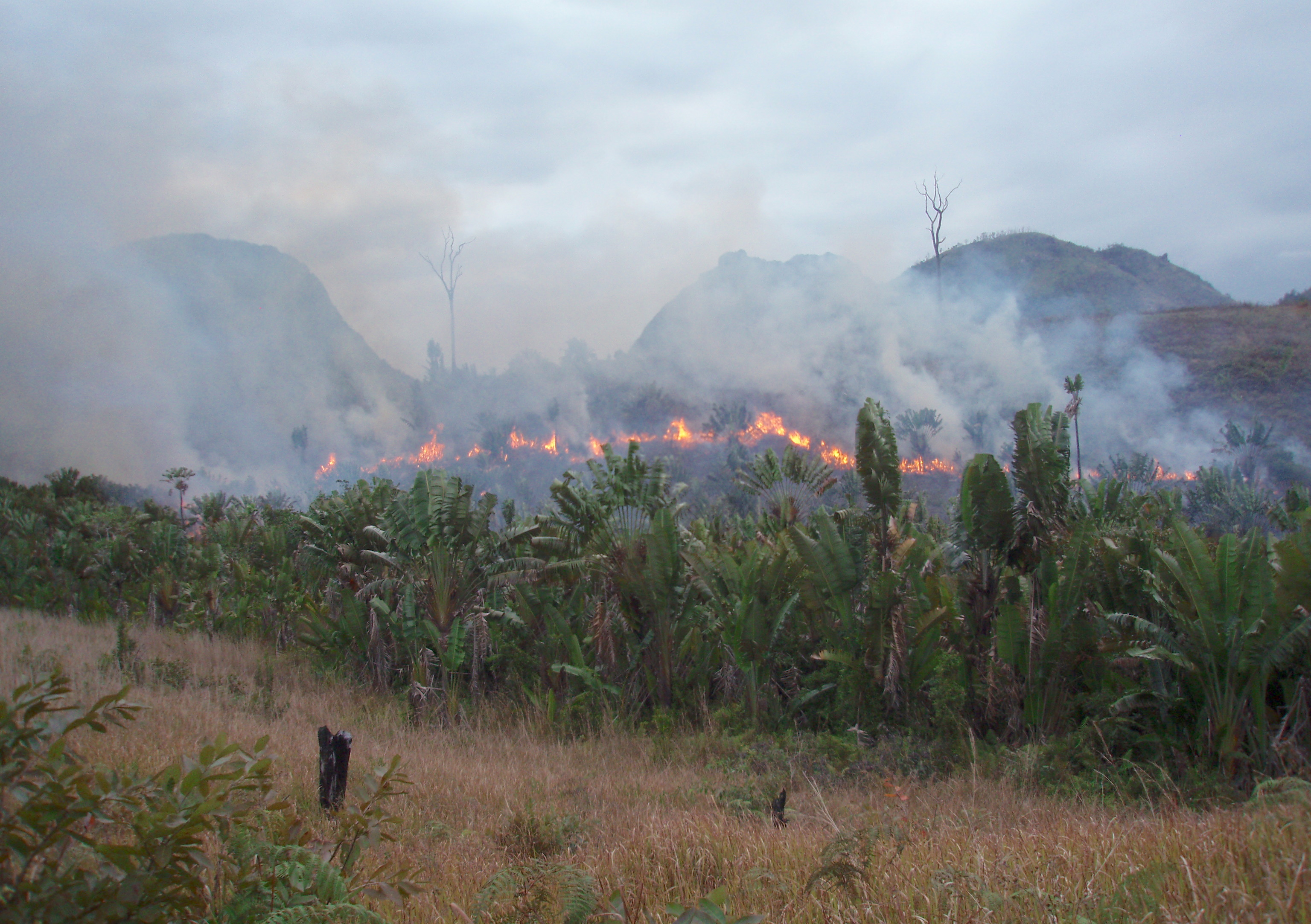
Nelegální praktika „žďáření“ na Madagaskaru, 2010

Odlesňování má výrazný vliv na klima i krajinu. Odlesňování na globální úrovni má ochlazující efekt na klima, protože zároveň ovlivňuje albedo a evapotranspiraci. Odlesňování přispívá k produkci skleníkových plynů a je často uváděno jako jedna z hlavních příčin zvýšeného skleníkového efektu. Tropické odlesňování je odpovědné za přibližně 20 % světových emisí skleníkových plynů. Podle Mezivládního panelu pro změnu klimatu by mohlo odlesňování, zejména v tropických oblastech, představovat až jednu třetinu celkových antropogenních emisí oxidu uhličitého. Nedávné výpočty však naznačují, že emise oxidu uhličitého z odlesňování a degradace lesů (bez emisí rašelinišť) přispívají přibližně 12 % k celkovým emisím oxidu antropogenního kysličníku uhličitého (6 % až 17%). Při odlesňování jednak dochází k emisím CO2 při hoření a dále k následnému menšímu pohlcování CO2 při fotosyntéze, takže více oxidu uhličitého zůstává v atmosféře. Jak se oxid uhličitý (spolu s dalšími tzv. skleníkovými plyny) v atmosféře hromadí, vytváří zde, respektive zesiluje vrstvu, která zachycuje teplo, které by jinak planeta vyzářila do vesmíru (tzv. skleníkový efekt). Rostliny odstraňují uhlík ve formě oxidu uhličitého z atmosféry během fotosyntézy (ovšem během normálního dýchání zase menší část oxidu uhličitého vypouštějí zpět do atmosféry) . Pouze při aktivním růstu strom nebo les odstraňuje uhlík z atmosféry tím, že jej uloží v rostlinných tkáních. Jak rozpad, tak i spalování dřeva uvolňují velkou část tohoto uloženého uhlíku zpět do atmosféry. Ačkoli hromadění rostlinných tkání (dřeva) je obecně nezbytné pro sekvestraci uhlíku, v některých lesích může síť symbiotických hub, které obklopují kořeny stromů, ukládat značné množství uhlíku pod zem. Uhlík potom pod zemí zůstává, i když strom zemře. Dalším způsobem, jak může být uhlík v lesích sekvestrován, je dřevo vytěžené a přeměněné na produkty s dlouhou životností a nahrazené novými mladými stromy. Odlesňování však může také způsobit uvolnění zásob uhlíku uložených v půdě. Lesy mohou být buď propadem, nebo zdrojem v závislosti na okolních podmínkách. Zralé lesy působí jako čisté propady i jako čisté zdroje oxidu uhličitého (viz propad uhlíku a uhlíkový cyklus).
Podle jednoho zdroje se v odlesněných oblastech půda zahřívá rychleji a dosahuje vyšších teplot, což údajně vede k místním pohybům vzdušných mas směrem nahoru, zvýšené tvorbě mraků a srážek. Tento závěr je však patrně velice úzce omezen, neboť závisí na vlhkosti stoupajícího vzduchu, která je však obyčejně u odlesněných ploch nízká. Naopak vzduch nad tropickými pralesy je vlhký a způsobuje pravidelné denní silné srážky. Podle Geophysical Fluid Dynamics Laboratory modely používané ke zkoumání vzdálených reakcí na tropické odlesňování ukázaly široké, ale mírné zvýšení teploty v celé tropické atmosféře. Model předpovídal ohřívání vrchních vrstev atmosféry o méně, než 0,2 °C; nevykazuje však žádné významné změny v jiných oblastech kromě tropů, zde si však zatím vědci nejsou jistí, protože model má možné chyby a výsledky nejsou nikdy zcela definitivní. Odlesňování ovlivňuje větry, vodní páry a absorpci sluneční energie, čímž jasně ovlivňuje místní a globální klima.

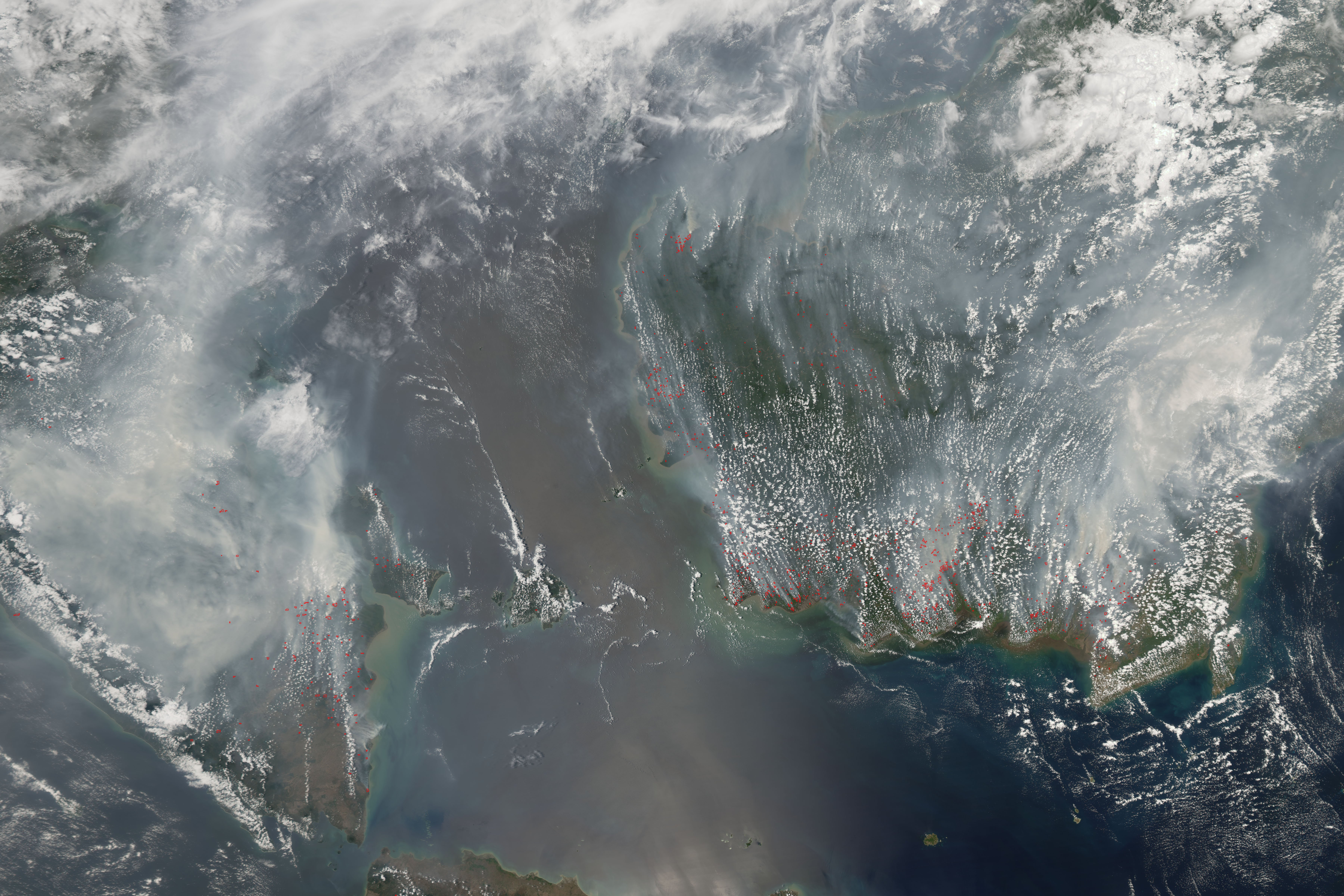
Požáry na Borneu a na Sumatře, 2006. Lidé používají odlesňování vypalování k získání půdy pro zemědělství

Snížení emisí z odlesňování a omezení degradace lesů v rozvojových zemích se ukázalo jako nový potenciál pro doplnění probíhajících klimatických politik. Tato myšlenka spočívá v poskytnutí finančních náhrad za snížení emisí skleníkových plynů (GHG) z odlesňování a degradace lesů. Na tato opatření lze nahlížet jako na alternativu k systému obchodování s emisemi, kde znečišťovatelé musí platit za povolení emitovat určité znečišťující látky (např. CO2).
Laici často věří, že deštné pralesy jsou významným zdrojem kyslíku ačkoli vědci nyní uznávají, že deštné pralesy přispívají do atmosféry jen malým čistým kyslíkem a lesní krajina má jen menší vliv na koncentraci kyslíku v atmosféře. Tento princip kyslíkové bilance je obdobný jako výše popsaný princip uhlíhové (CO2) bilance; její výsledek závisí na schopnosti lesa akumulovat uhlík, tedy zejména na růstu lesa. Vypalování lesů (k získání zemědělské půdy) však pochopitelně spotřebovává ve velkém vzdušný kyslík a současně uvolněním velkého množství CO2 přispívá ke globálnímu oteplování. Vědci uvádějí, že tropické odlesňování uvolňuje do atmosféry ročně 1,5 miliardy tun uhlíku ročně.

### Hydrologické
Také vodní cyklus je ovlivněn odlesňováním. Stromy odebírají kořeny podzemní vodu a uvolňují ji do atmosféry. Když je část lesa odstraněna, stromy již tuto vodu neuvolňují, což má za následek mnohem sušší klima. Odlesňování snižuje obsah vody v půdě a v podzemních vodách i atmosférickou vlhkost. Suchá půda vede ke snížení příjmu vody ze stromů. Odlesňování snižuje soudržnost půdy, takže dochází k erozi, záplavám a sesuvům půdy.
Zmenšující se lesní porosty snižují schopnost krajiny zachytit, udržet a transpirovat srážky. Místo zachycení srážek, které pak pronikají do systémů podzemních vod, se odlesněné oblasti stávají zdroji povrchového odtoku, který se pohybuje mnohem rychleji než podpovrchové toky. Lesy vracejí většinu vody, která padá ve formě srážek, do ovzduší transpirací. Naopak, když je oblast odlesněna, téměř všechny srážky se ztratí jako povrchový odtok. Tento rychlejší odtok povrchové vody se může promítnout do bleskových záplav a místních povodní. Odlesňování také přispívá ke snížené evapotranspiraci, která snižuje atmosférickou vlhkost a v některých případech ovlivňuje úroveň srážek v odlesněné oblasti, protože voda není recyklována do lesů, ale je ztracena v odtoku a vrací se přímo do oceánů. Podle jedné studie se v odlesněné severní a severozápadní Číně průměrné roční srážky mezi 50. a 80. roky snížily o jednu třetinu.

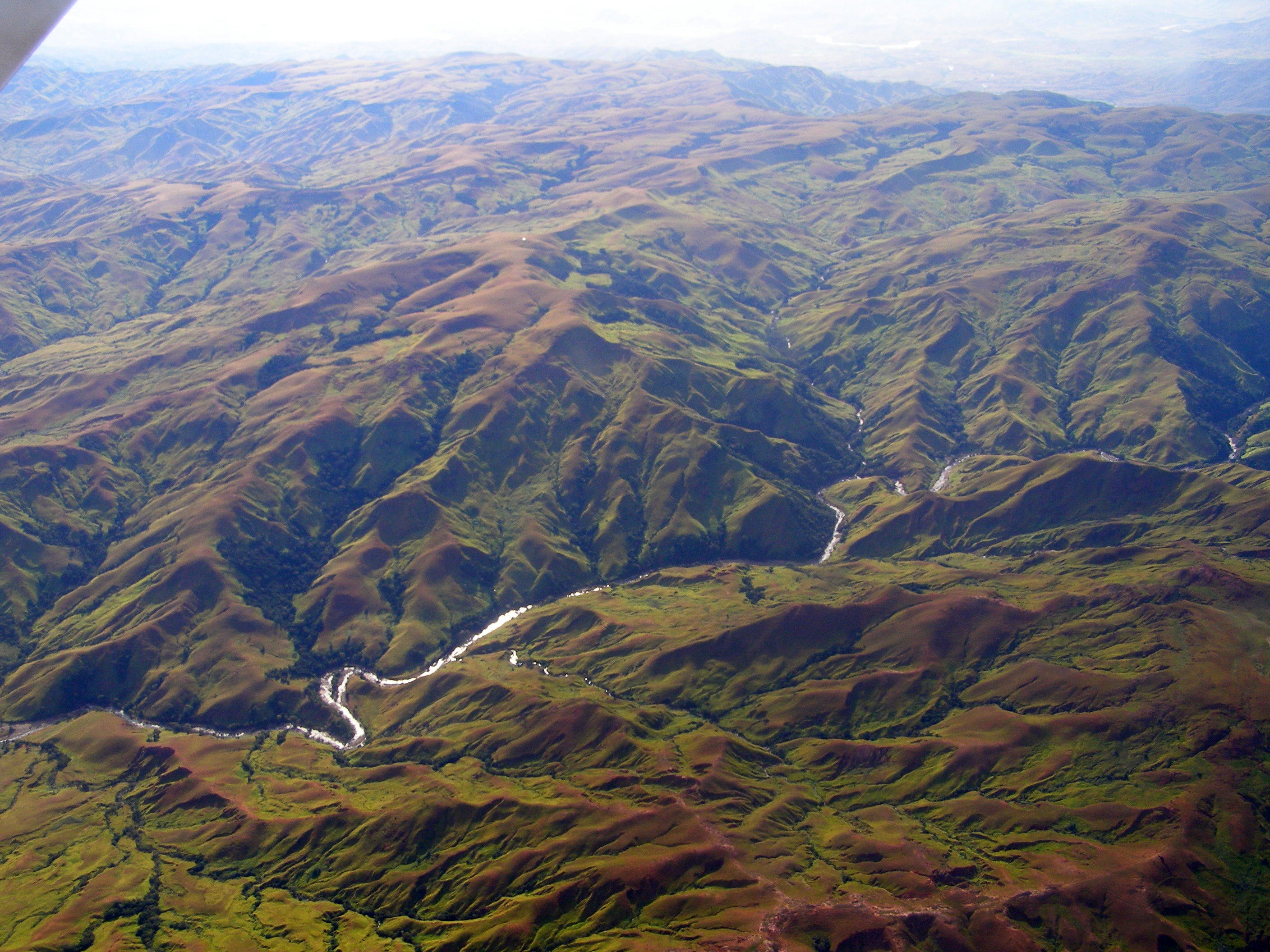
Odlesňování náhorní plošiny na Madagaskaru vedlo k rozsáhlému zanášení a nestabilním tokům západních řek

Stromy a rostliny obecně významně ovlivňují vodní cyklus:
- jejich klenby zachytí část srážek, které se poté odpaří zpět do atmosféry (zachycení v korunách stromů);
- jejich spad listů, stonky a kmeny zpomalují povrchový odtok;
- jejich kořeny vytvářejí makropóry v půdě, které zvyšují infiltraci vody;
- přispívají k zemské odpařování a snižuje vlhkost půdy pomocí transpirace;
- jejich podestýlka a jiné organické zbytky mění vlastnosti půdy, což ovlivňuje schopnost půdy zadržovat vodu;
- jejich listy regulují vlhkost atmosféry pomocí transponování. 99 % vody absorbované kořeny se pohybuje nahoru k listům a je odváděno.[39]

V důsledku toho může přítomnost nebo nepřítomnost stromů změnit množství vody na povrchu, v půdě nebo podzemní vodě nebo v atmosféře. To zase mění míru eroze a dostupnost vody pro ekosystémové funkce nebo lidské služby. Odlesňování v nížinných nížinách posune tvorbu mraků a srážky do vyšších výšek. Pokud má jsou lesní půdy nasyceny vlhkostí, nebo jsou blízko nasycení může mít jen malý dopad na záplavy v případě velkých srážek.Tropické deštné pralesy jsou zdrojem asi 30 % sladké vody naší planety. Odlesňování narušuje normální vzorce chování povětrnosti a vytváří horké a sušší počasí, čímž se zvyšuje sucho, dezertifikace, výpadky výnosu plodin, tání polárních ledových příkrovů, pobřežní záplavy a přesuny hlavních vegetačních režimů.

### Půda

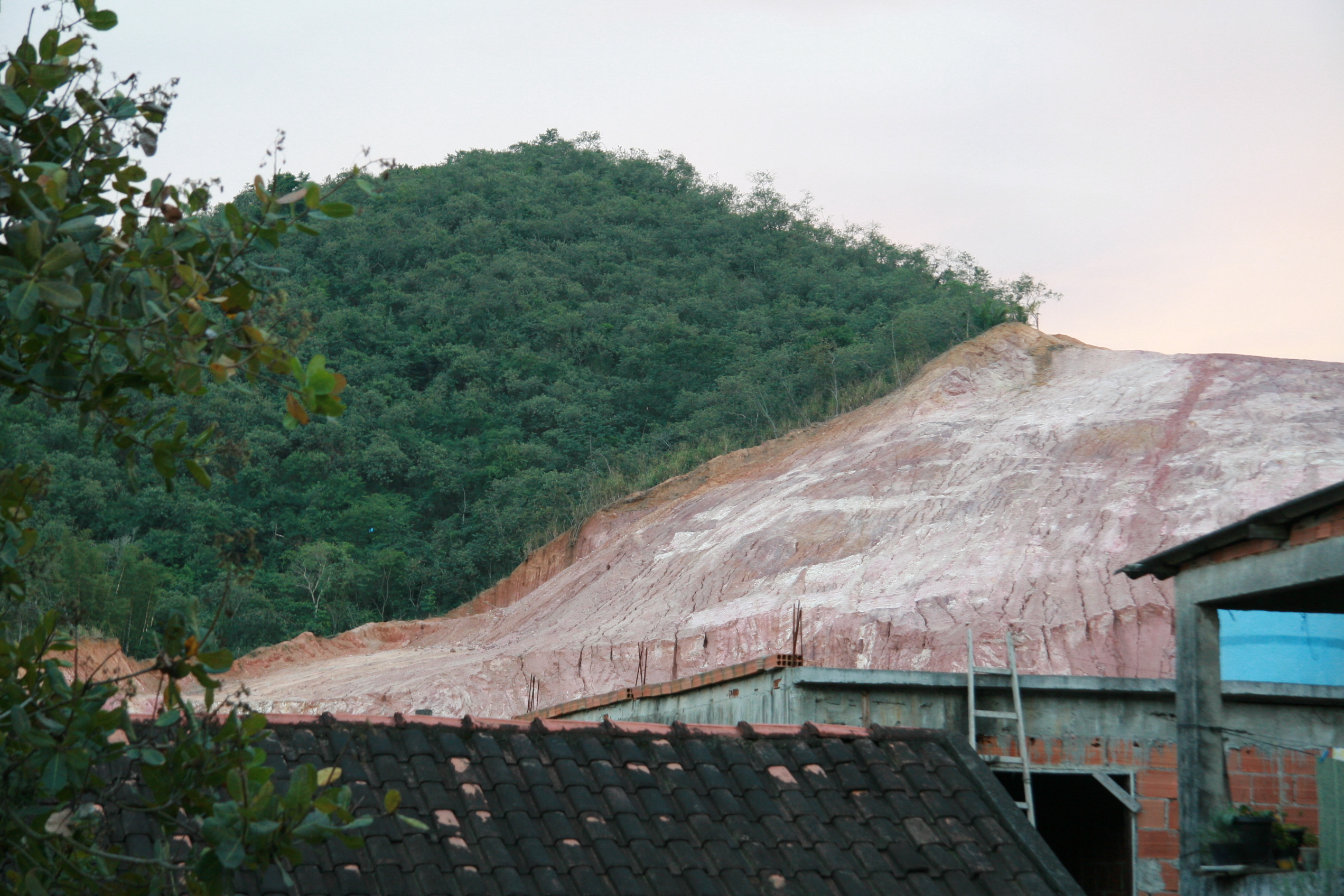
Odlesňování kvůli těžbě jílu v brazilském městě Rio de Janeiro. Vyobrazený kopec je Morro da Covanca v Jacarepaguá

Díky podestýlce zbytků rostlin mají neporušené lesy minimální míru eroze. Míra eroze nastává s odlesňováním, protože se snižuje množství organického spadu, který poskytuje ochranu před povrchovým odtokem. Míra eroze se pohybuje kolem 2 tun na kilometr čtvereční. To může být výhoda v nadměrně vyluhovaných tropických deštných pralesích. Samotné lesní práce také zvyšují erozi prostřednictvím staveb (lesních) silnic a další infrastruktury a používáním různých mechanismů.
Odlesňování v čínské Loess Plateau před mnoha lety vedlo k erozi půdy; tato eroze vedla k otevírání údolí. Nárůst odnášené půdy způsobuje záplavy a také změnu zbarvení Žluté řeky.
Větší eroze není vždy důsledkem odlesňování, jak je pozorováno v jihozápadních oblastech USA. V těchto oblastech vede ztráta trávy v důsledku růstu náletových stromů a keřů k větší erozi než při odlesnění.
Stromy posilují vazbu půdu na podloží. V důsledku odlesňování se zvyšuje náchylnost k sesuvům.

### Biodiverzita
Odlesňování způsobené lidmi má za následek pokles biologické rozmanitosti a zhoršení životního prostředí. V přirozeném globálním měřítku je známo, že je příčinou vyhynutí mnoha druhů. Lesy podporují biologickou rozmanitost a poskytují stanoviště pro volně žijící zvířata; v lesích také najdeme mnoho léčivých rostlin. Vzhledem k tomu, že lesní biotopy jsou nenahraditelným zdrojem nových léků (například taxolu), může odlesňování zničit nenávratně genetické variace (jako je odolnost plodin).

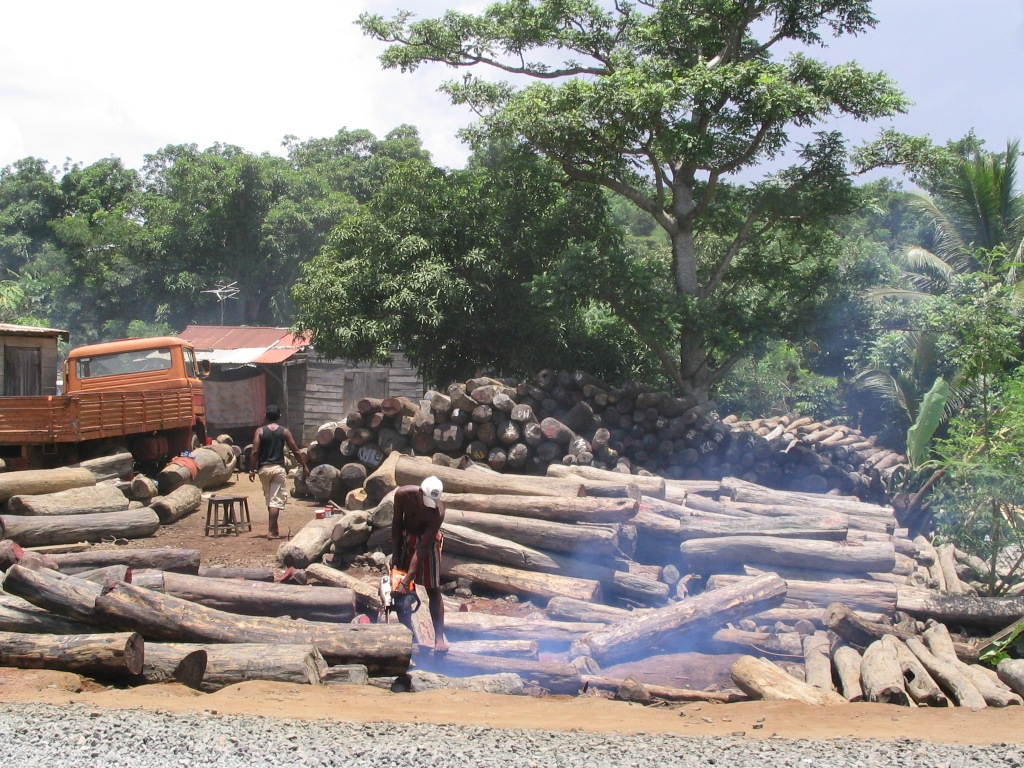
Nezákonná těžba na Madagaskaru. V roce 2009 byla převážná většina nelegálně získaného růžového dřeva vyvezena do Číny

Protože tropické deštné pralesy jsou nejrozmanitějšími ekosystémy na Zemi lze v nich nalézt asi 80 % světové známé biologické rozmanitosti. Studie v Rondonii v Brazílii ukázala, že odlesňování také odstraňuje mikrobiální komunitu, která se podílí na recyklaci živin, výrobě čisté vody a odstraňování znečišťujících látek.
Odhaduje se, že každý den ztrácíme 137 rostlinných, živočišných a hmyzích druhů v důsledku odlesňování deštných pralesů, což představuje 50 000 druhů ročně, odlesňování tropických deštných pralesů přispívá k probíhajícímu hromadnému vymírání v holocénu. Předpovídá se, že více než 40 % živočišných a rostlinných druhů v jihovýchodní Asii by mohlo být během 21. století zničeno. Tyto předpovědi byly zpochybněny údaji z roku 1995, které ukazují, že v regionech jihovýchodní Asie byla velká část původního lesa přeměněna na monokulturní plantáže, ale že potenciálně ohrožených druhů je málo a flóra stromů zůstává rozšířená a stabilní.
Vědecké porozumění procesu vyhynutí není dostatečné k tomu, aby bylo možné přesně předpovědět dopad odlesňování na biologickou rozmanitost. Většina předpovědí ztráty biologické rozmanitosti související s lesnictvím je založena na modelech druhové oblasti, přičemž se vychází z předpokladu, že s tím, jak les ubývá, druhová rozmanitost bude ubývat podobně. Mnoho takových modelů se však ukázalo být nesprávných a ztráta stanoviště nemusí nutně vést k úbytku druhů ve velkém měřítku. Je známo, že modely v oblasti druhů předpovídají počet druhů, o nichž je známo, že jsou ohroženy v oblastech, kde probíhá skutečné odlesňování, a výrazně předpovídají počet ohrožených druhů, které jsou rozšířené.
Nedávná studie z brazilské Amazonie předpovídá, že i přes dosud neexistující vymírání se v příštích 40 letech dojde až v 90 procent k vyhynutím, která byla předpovídána.

## Ekonomický dopad

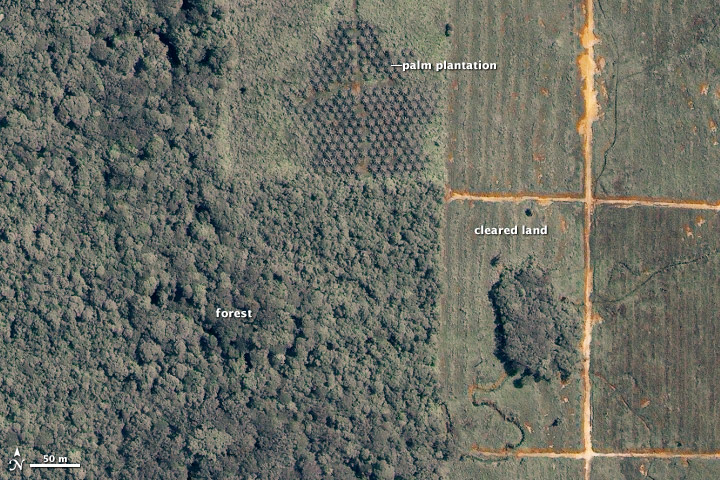
Satelitní snímek ukazující odlesňování plantáží palmového oleje v Malajsii

Poškození lesů a dalších přírodních aspektů by mohlo snížit na polovinu životní úroveň chudých ve světě a do roku 2050 snížit celosvětový HDP přibližně o 7 %, jak ukazuje zpráva ze zasedání Úmluvy o biologické rozmanitosti (CBD) v Bonnu z roku 2008. Využívání lesních produktů, včetně dřeva a palivového dřeva, hrálo v lidských společnostech klíčovou roli, srovnatelnou s vodními a obhospodařovanými plochami. Vyspělé země dnes i nadále využívají dřevo pro stavbu domů a pro výrobu buničiny na papír. V rozvojových zemích se více než dvě miliardy lidí spoléhá na dřevo pro vytápění a vaření.
Odvětví zpracování lesních produktů je významnou částí ekonomiky v rozvinutých i rozvojových zemích. Krátkodobé ekonomické zisky plynoucí z přeměny lesa na zemědělství nebo nadměrného využívání dřevařských výrobků obvykle vedou ke ztrátě dlouhodobého příjmu a dlouhodobé biologické produktivity. Západní Afrika, Madagaskar, jihovýchodní Asie a mnoho dalších regionů zaznamenalo nižší příjmy kvůli poklesu výnosů dřeva. Nelegální těžba dřeva způsobuje národním ekonomikám ztráty v řádu miliard dolarů ročně.
Nové postupy získávání dřeva způsobují větší škody pro ekonomiku a převažují nad zisky ze zaměstnanosti při těžbě dřeva. Podle studie „ve většině studovaných oblastí různé podniky, které vyvolaly odlesňování, zřídka generovaly více než 5 USD za každou tunu uhlíku, kterou uvolnily, a často vrátily mnohem méně než 1 USD“. Na evropském trhu je cena kompenzace jedné tuny uhlíku 23 EUR.
Také rychle rostoucí ekonomiky mají vliv na odlesňování. Největší tlak pochází z těch rozvojových zemí, které mají nejrychleji rostoucí populace a nejrychlejší ekonomický (průmyslový) růst. V roce 1995 dosáhl hospodářský růst v rozvojových zemích téměř 6 % ve srovnání s 2 % mírou růstu v rozvinutých zemích. Jak naše lidská populace roste, dochází k vytváření nového osídlení, obcí a k expanzi měst. Spojení nových sídel zajišťují komunikace, velmi důležitá součást našeho každodenního života. Venkovské silnice podporují hospodářský rozvoj, ale také usnadňují odlesňování. Přibližně 90 % odlesňování nastalo ve většině částí Amazonie do 100 kilometrů od silnic.
Evropská unie je jedním z největších dovozců produktů z nelegálního odlesňování.

## Historické příčiny

### Pravěk
Úpadek karbonského deštného pralesa byl událostí, ke které došlo před 300 miliony let. Změna klimatu zničila tropické deštné pralesy a zaniklo tak mnoha rostlinných a živočišných druhů. Změna byla prudká, konkrétně v této době se podnebí ochladilo a vyschlo, a vytvořily se podmínky, které nebyly příznivé pro růst deštných pralesů a velkou část biologické rozmanitosti v nich. Deštné pralesy se fragmentovaly a vytvářely zmenšující se „ostrovy“ dále a dále od sebe. Populace, jako je podtřída Lissamphibia (praví obojživelníci), byly zničeny, zatímco plazi kolaps přežili. Přežívající organismy byly lépe přizpůsobeny suššímu prostředí a po zhroucení posloužily jako pokračovatelé.

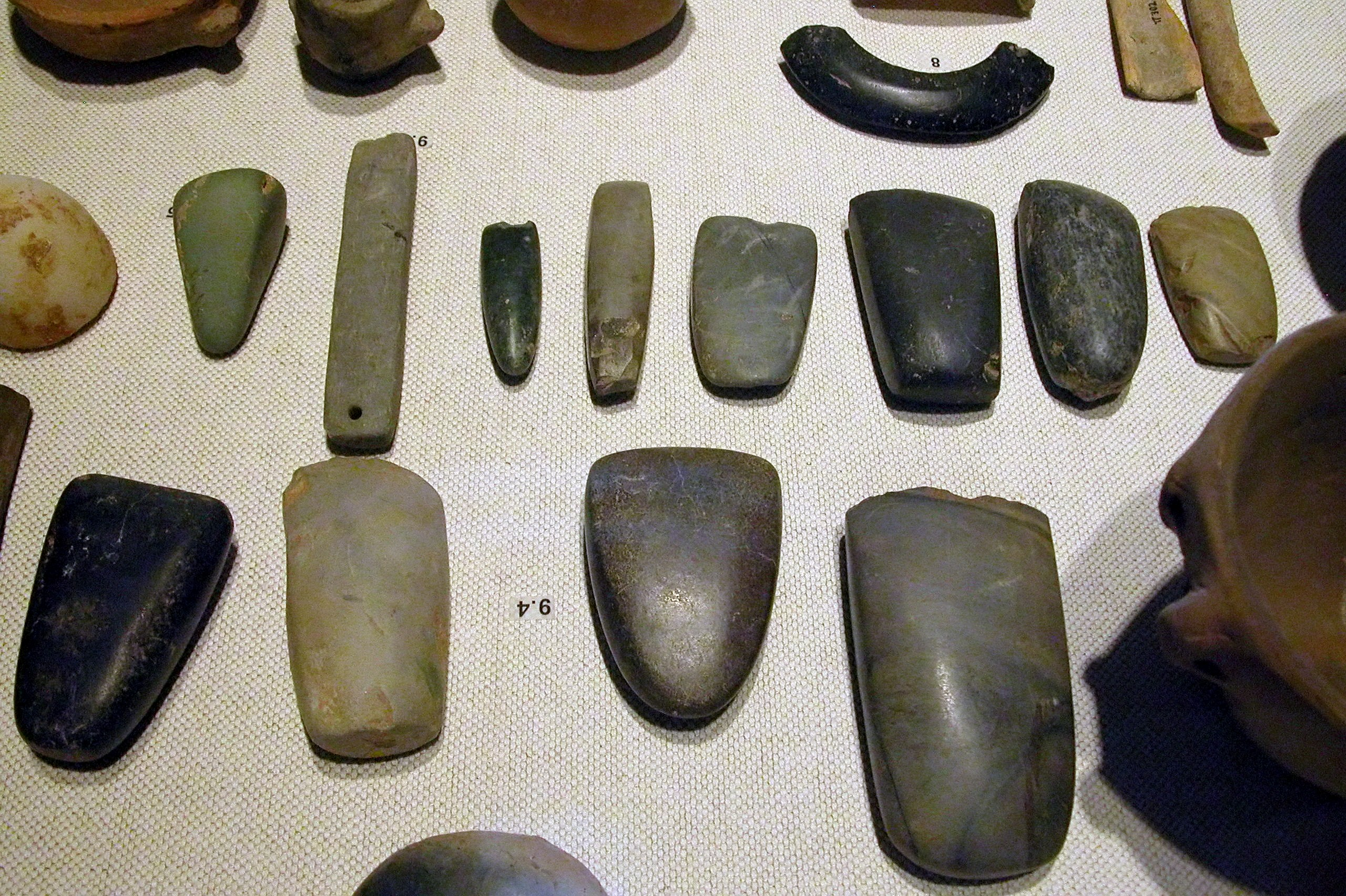
Neolitické artefakty včetně náramků, sekerových hlav, dlát a lešticích nástrojů

Deštné pralesy kdysi pokrývaly 14 % zemského povrchu zatímco nyní pokrývají pouhých 6 % a odborníci odhadují, že poslední zbývající deštné pralesy by mohly být zničeny za méně než 40 let. Některé společnosti praktikovaly odlesňování již desítky tisíc let před začátkem civilizace. První důkaz odlesňování se objevuje v mezolitickém období. Pravděpodobně došlo k přeměně uzavřených lesů na otevřenější ekosystémy příznivé pro zvěř. S příchodem zemědělství se začaly odlesňovat větší oblasti a oheň se stal hlavním nástrojem získávání půdy pro zemědělství. V Evropě existuje málo řádných důkazů o situaci před rokem 7 000 před naším letopočtem. Mezolitští lovci a sběrači používali oheň k vytvoření prostoru pro jeleny a divočáky. Ve Velké Británii byly druhy stromů tolerantní ke stínu, jako je dub a jasan, nahrazeny, dle pylových záznamů lískami, ostružinami, trávami a kopřivami. Odstranění lesů vedlo ke snížení transpirace, což vedlo ke vzniku rašelinišť. Všeobecný pokles pylů jilmu lze pozorovat v celé Evropě mezi obdobím 8 400-8 300 před naším letopočtem a 7 200-7 000 před naším letopočtem; pokles začíná v jižní Evropě a postupně se pohybuje na sever do Velké Británie; důvodem může být postupné vypálení lesů a počátek neolitického zemědělství.
V období neolitu došlo k rozsáhlému odlesňování ke získání zemědělské půdy. Kamenné sekery byly vyráběny od roku 3 000 př. n. l. nejen z pazourku, ale také z celé řady tvrdých hornin v celé Británie a v Severní Americe. Patří mezi ně známá výroba seker Langdale v anglické Jezerní oblasti, lomy v Penmaenmawr v Severním Walesu a řada dalších míst. Hrubé výřezy byly provedeny na místě v blízkosti lomů a některé byly na místě také vyleštěny, aby poskytovaly dobré provedení ostří. Tento krok nejen zvýšil mechanickou pevnost sekery, ale také usnadnil pronikání dřevem. Pazourek byl stále používán ze lomů, jako je Grimes Graves, ale z mnoha jiných v celé Evropě.
Důkazy o odlesňování byly nalezeny také na Minojské Krétě; například okolí paláce Knossos bylo v době bronzové silně odlesněno.
Studie také ukazují také na to, jak Mayové během rozkvětu své civilizace způsobili silné odlesnění.

### Předindustriální historie

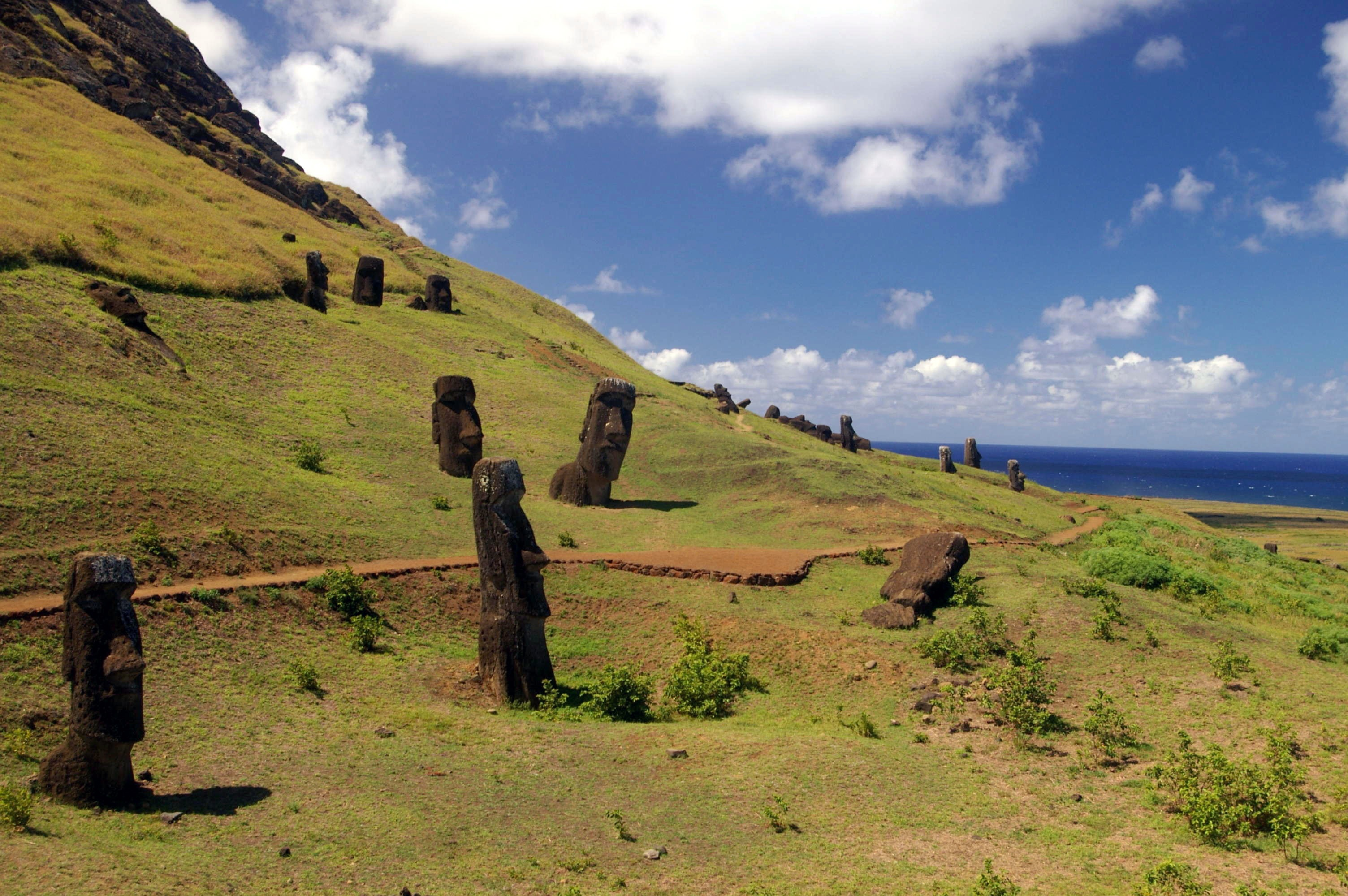
Velikonoční ostrov, odlesněný. Podle Jared Diamond : „Mezi minulými společnostmi, které se potýkaly s perspektivou ničivého odlesňování, náčelníci Velikoočního ostrova a Mangareva podlehli svým bezprostředním potřebám, ale Tokugawští šóguni, císaři Inků, obyvatelé vysočiny na Nově Guineji a němečtí vlastníci půdy ze 16. století zaujali udržitelný pohled a začali znovu zalesňovat.“

V pravěku byli lidé lovci a sběrači, kteří lovili v lesích. Ve většině oblastí, jako je Amazonka, tropy, Střední Amerika a Karibik dochází k tomu, že udržitelné způsoby zacházení s lesy byly zavedeny teprve při nedostatku dřeva a dalších lesních produktů.
Tři regionální studie o historických erozi a naplaveninách ve starověkém Řecku zjistily, že všude, kde existují dostatečné důkazy, v různých regionech Řecka přibližně po dobu 500–1 000 let po rozvoji zemědělství následovala hlavní fáze eroze, od pozdního neolitu po ranou dobu bronzovou. Historicky lze vysledovat zanášení přístavů podél jižního pobřeží Malé Asie (např. Clarus, Efez, Priéné a Milét, kde musely být přístavy opuštěny kvůli zanesení bahnem) a také na pobřeží Sýrie během posledních staletí před naším letopočtem.
Velikonoční ostrov trpěl v posledních stoletích velkou erozí půdy, zhoršenou zemědělstvím a odlesňováním. Jared Diamond se ve své knize Kolaps podrobně zabývá rozpadem populace starověkých obyvatel Velikonočního ostrova. Zdá se, že zánik stromů na ostrově se časově shoduje s úpadkem zdejší civilizace kolem 17. a 18. století; kolaps přičítal odlesňování a nadměrnému využívání všech zdrojů.
Známé je zanášení přístavu města Bruggy, díky kterému se přístavní obchod přesunul do Antverp; toto zanášení následovalo po nárůstu sídel (a odlesňování) výše proti proudu. V oblasti středověkého Riezu v horní části Provence došlo k usazování lužního bahna ze dvou malých řek, zvýšení koryta řeky a rozšíření nivy, která pomalu pohřbila římské osídlení v nánosech a postupně přesunula novou výstavbu na výše položená místa; souběžně s tím, jako docházelo k odlesňování území nad Riezem a jeho přeměně na pastviny.
Typickou "rozvojovou pastí" bylo to, že města byla často stavěna v zalesněné oblasti, která poskytovala dřevo některé výrobě (například stavitelství, výrobě lodí, sklářství, hrnčířství). Pokud však docházelo k odlesňování bez řádného opětovného výsadby, zásoby dřeva se postupně vzdalovaly, a město se přestalo být konkurenceschopné, což vedlo k jeho opuštění; opakovaně se tak dělo ve starověké Malé Asii. Také potřeba dříví jako paliva pro metalurgii vedla často k odlesňování a opuštění města.
Protože většina populace zůstala pracovat v zemědělství (nebo na něm zůstala nepřímo závislá), hlavním tlakem ve většině oblastí zůstávalo přeměna lesů na zemědělskou půdu pro pěstování plodin a skotu. Většinou se však nechával dostatek neobhospodařované půdy pro lesy (a částečně se používala například ke sběru palivového dříví, dřeva a ovoce nebo k pasení prasat), aby v krajině mohla žít i volně žijící zvířata. Elity (šlechta a vyšší duchovenstvo) chránily vlastních lovecká privilegia a kvůli zvěři často chránily významné lesy.
Hlavní podíl na šíření (a tím trvalejšího růstu) populace měly monastické „průkopnické“ (zejména benediktinské a obchodní) řády a někteří feudální šlechtici, kteří najímali zemědělce, aby se usadili (a stali se daňovými poplatníky) s tím, že jim nabízeli relativně dobré právní a finanční podmínky. I když se bohatí snažili povzbudit města, osadníci potřebovali zemědělský pás nich kolem nebo někdy i uvnitř obranných zdí. Pokud došlo k rychlému poklesu populace kvůli nemocem, jako je Černá smrt nebo kvůli zničujícím válkám (například útoky Mongolské hordy Džingischána ve východní a střední Evropě, Třicetiletá válka v Německu), mohlo to vést k opuštění sídel. Půda se regenerovala, ale sekundárním lesům obvykle chyběla původní biologická rozmanitost.

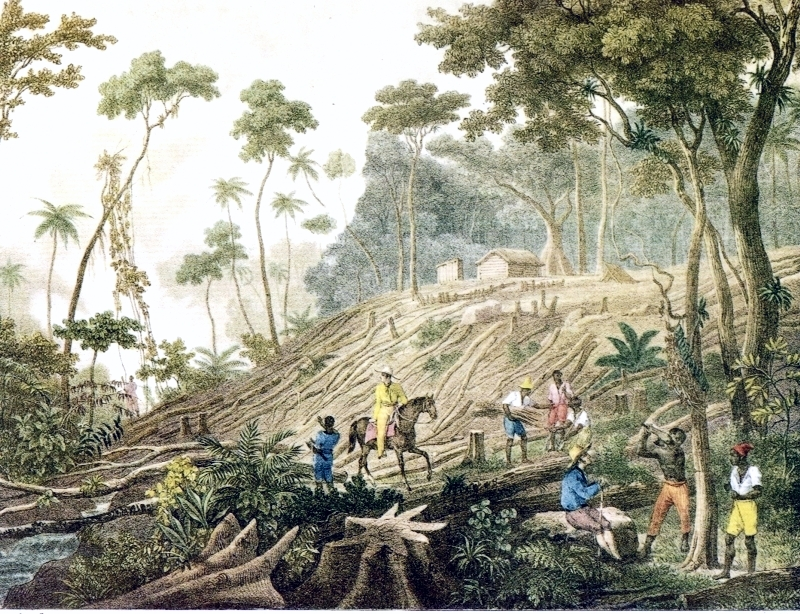
Odlesňování brazilského atlantického lesa 1820–1825.

Od roku 1100 do roku 1500 našeho letopočtu došlo v západní Evropě k výraznému odlesňování v důsledku rostoucí lidské populace. Od 15. století proběhla také rozsáhlá stavba dřevěných plachetnic pro výzkumné cesty, kolonizaci, pro obchod s otroky i pro další obchody; na to vše bylo spotřebováno mnoho dřeva. Také pirátství přispělo k nadměrné těžbě lesů, například ve Španělsku. Toto vedlo k oslabení domácí ekonomiky po Kolumbově objevu Ameriky, zatímco ekonomika stala se závislou na koloniálních aktivitách (plenění, těžba, dobytek, plantáže, obchod, atd.).
Ve knize Změny v zemi (1983), analyzoval William Cronon zprávy anglických kolonistů ze 17. století o zvýšeném sezónním záplav v Nové Anglii v období, kdy noví osadníci vykáceli lesy pro zemědělství. Věřili, že povodně souvisí s rozsáhlým odlesňováním výše proti proudu.
Masivní využívání dřevěného uhlí v průmyslovém měřítku v raném novověku v Evropě představoval nový druh využívání lesů; i v Anglii v době Stuartovců měla velký vliv poměrně primitivní produkce dřevěného uhlí. Stuartovská Anglie byla tak široce odlesněná, že závisela na baltském obchodu s dřevěnými trámy a hledala zdroje dřeva v lesích Nové Anglie. Každá válečná loď královského námořnictva Nelsona v bitvě u Trafalgaru (1805) vyžadovala pro svou konstrukci 6 000 dospělých dubů. Ve Francii vysadil Colbert dubové lesy, aby v budoucnu zásoboval francouzské námořnictvo. Když dubové plantáže v polovině 19. století dorostly do mýtního věku, stožáry již nebyly nutné, protože lodní doprava začala používat parní pohon. Shrnutí účinků pozdního středověkého odlesňování dle Normana F. Cantora platí stejně dobře pro ranou moderní Evropu.

### Průmyslová éra
V 19. století bylo zavedení parníků ve Spojených státech příčinou odlesňování břehů hlavních řek, jako je řeka Mississippi. Závažným environmentálním důsledkem pak byly velké povodně. Posádky parních člunů každý den kácely stromy z břehů řeky, aby měly pohon pro parní stroje. Mezi St. Louis a soutokem s řekou Ohio na jih, se řeka Mississippi stal se širší a mělčí a změnilo se její koryto.
Velkoplošné odlesňování za účelem získání zemědělské půdy lze vidět v mnoha částech světa, v minulosti jsou to také například Velké pláně Spojených států. Podobné je to s odlesňováním ve 20. století, ke kterému dochází v mnoha rozvojových zemích.

## Míry odlesňování

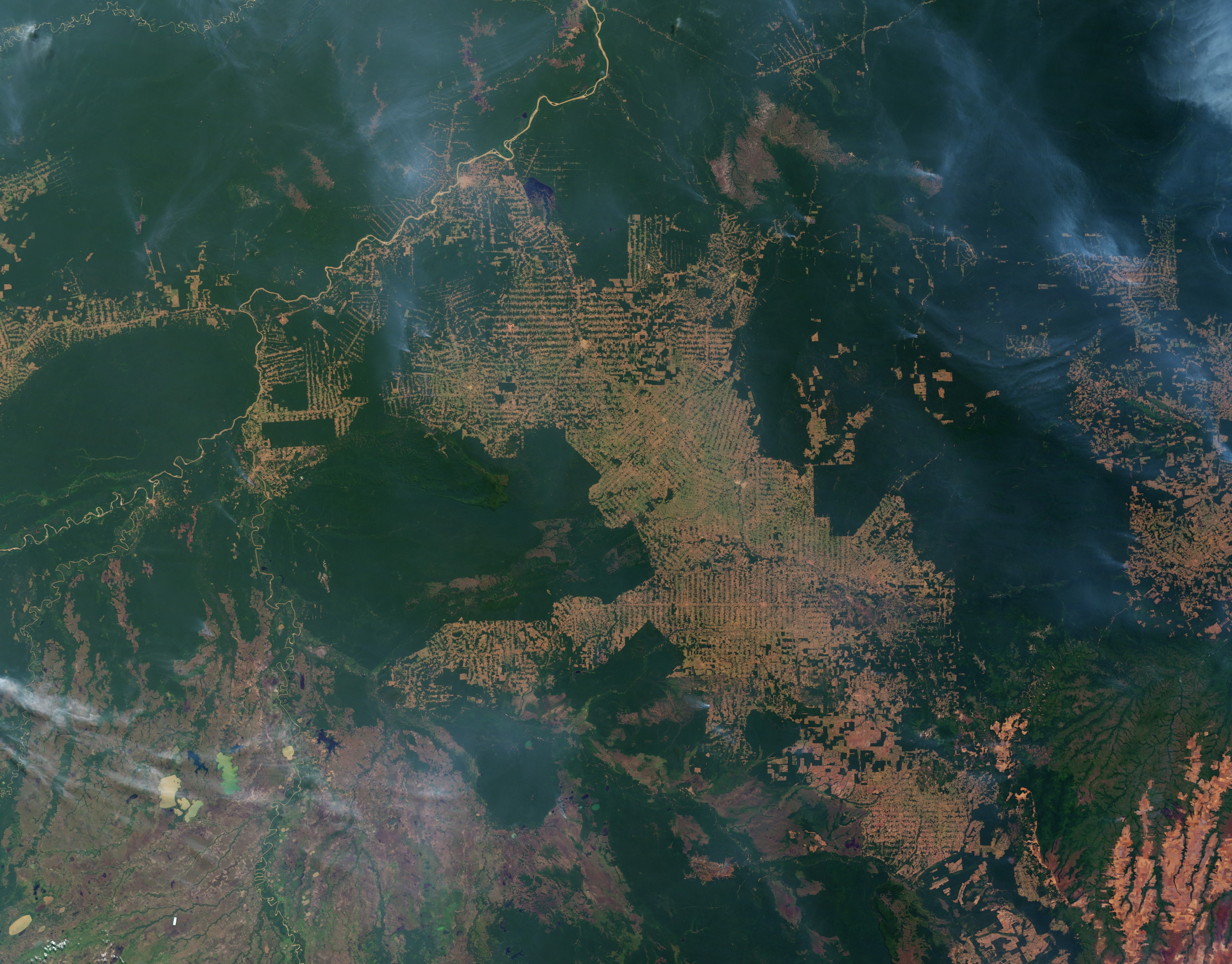
Žďáření zemědělství ve státě Rondônia, západní Brazílie

Globální odlesňování prudce zrychlilo kolem roku 1852. Odhaduje se, že byla zničena přibližně polovina tropických lesů – mezi 7,5 až 8 miliony km2 z původních 15 až 16 miliónů km2, které až do roku 1947 pokrývaly naši planetu. Někteří vědci předpovídali, že pokud nebudou přijata celosvětová opatření (jako je vyhledávání a ochrana starých původních lesů, které nebyly narušeny), do roku 2030 zbude pouze 10 %, s dalšími 10 % v zhoršeném stavu. 80 % bude ztraceno a s nimi stovky tisíc nenahraditelných druhů. Někteří kartografové se pokusili ilustrovat stupnici odlesňování podle země pomocí kartogramu.
Pokud jde o rozsah tropického odlesňování, odhady se velmi liší. Za 50 let se procento krajinného pokryvu tropických deštných pralesů snížilo o 50 %. Celkové pokrytí půdy tropickými deštnými pralesy kleslo ze 14 % na 6 %. Velký podíl na této ztrátě lze nalézt mezi lety 1960 a 1990, kdy bylo zničeno 20 % všech tropických deštných pralesů. Při tomto tempu se předpokládá, že k zániku těchto lesů dojde do poloviny 21. století.
Analýza satelitních snímků z roku 2002 naznačila, že míra odlesňování ve vlhkých tropech (přibližně 5,8 milionu hektarů ročně) byla zhruba o 23 % nižší než nejčastěji uváděné údaje. Naopak novější analýza satelitních snímků ukazuje, že odlesňování amazonského deštného pralesa je dvakrát rychlejší, než odhadovali vědci. Odlesňování v Brazílii vzrostlo za měsíc červen 2019 o 88 % ve srovnání s předchozím rokem. Přibližně 80 % odlesňování Amazonie lze přičíst chovu skotu, protože Brazílie je největším vývozcem hovězího masa na světě. Amazonská oblast se stala jedním z největších oblastí chovu skotu na světě.
Někteří odborníci navrhovali, že trendy odlesňování mohou následovat Kuznetsovu křivku která, pokud by byla pravdivá, by přesto nedokázala eliminovat riziko nevratné ztráty neekonomických hodnot lesa (například vymírání druhů).

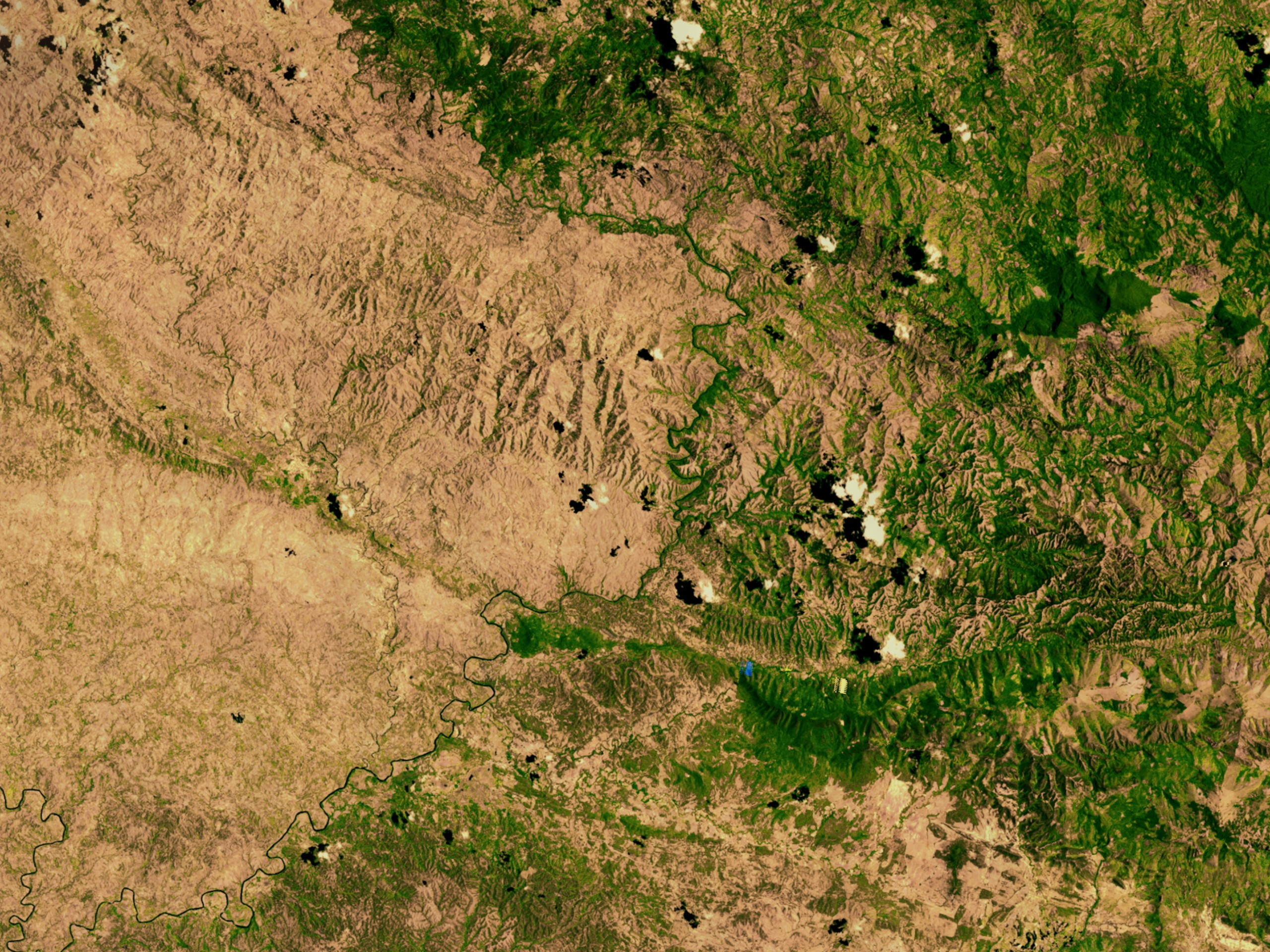
Satelitní obrázek hranice chudšího Haiti (vlevo) s Dominikánskou republikou (vpravo) ukazuje větší míru odlesňování na haitské straně.

Ve zprávě Organizace spojených národů pro výživu a zemědělství (FAO) z roku 2005 se odhaduje, že ačkoli dále klesá plocha lesů na zemi o 13 mil. ha ročně, celosvětová míra odlesňování se v poslední době zpomaluje. Zpráva FAO z roku 2016 říká, že v letech 2010 až 2015 zaznamenala celosvětový pokles lesní plochy o 3,3 milionu ha ročně. Během tohoto pětiletého období došlo k největší ztrátě lesní plochy v tropech, zejména v Jižní Americe a Africe. Pokles lesní plochy na obyvatele byl také největší v tropech a subtropech, ale vyskytuje se v každé klimatické oblasti (s výjimkou mírného) s rostoucím počtem obyvatel.
Jiní tvrdí, že deštné pralesy jsou ničeny stále rychleji. Londýnská nadace Rainforest Foundation poznamenává, že „údaj OSN je založen na definici lesa jako oblasti s pouhých 10 % skutečného stromového pokryvu, která by tedy zahrnovala oblasti, kde jsou ve skutečnosti ekosystémy podobné savaně s výrazně poškozenými lesy". Jiní kritici údajů FAO poukazují na to, že nerozlišují mezi typy lesů a že jsou založeny převážně na podávání zpráv od lesnických resortů jednotlivých zemí, které nezohledňují neoficiální činnosti, jako je nelegální těžba.
Přes tyto nejistoty panuje shoda v tom, že ničení deštných pralesů zůstává významným environmentálním problémem. Od roku 1900 zmizelo až 90 % pobřežních deštných pralesů západní Afriky. V jižní Asii bylo ztraceno přibližně 88 % deštných pralesů. Většina zbytků světových deštných pralesů je v Amazonii, kde Amazonský deštný prales pokrývá přibližně 4 miliony kilometrů čtverečních. Regiony s nejvyšší mírou odlesňování tropů v letech 2000 až 2005 byly Střední Amerika – která každoročně ztratila 1,3 % svých lesů – a tropická Asie. Ve Střední Americe se od roku 1950 dvě třetiny nížinných tropických lesů proměnily v pastviny a za posledních 40 let bylo ztraceno 40 % všech deštných pralesů. Brazílie ztratila 90–95% svého Atlantického lesa. Paraguay ztratila své přirozené polovlhké lesy v západních regionech země v poměru 15 000 hektarů v náhodně studovaném dvouměsíčním období v roce 2010, Paraguayský parlament v roce 2009 odmítl schválit zákon, který by celkově zastavil těžbu přírodních lesů.

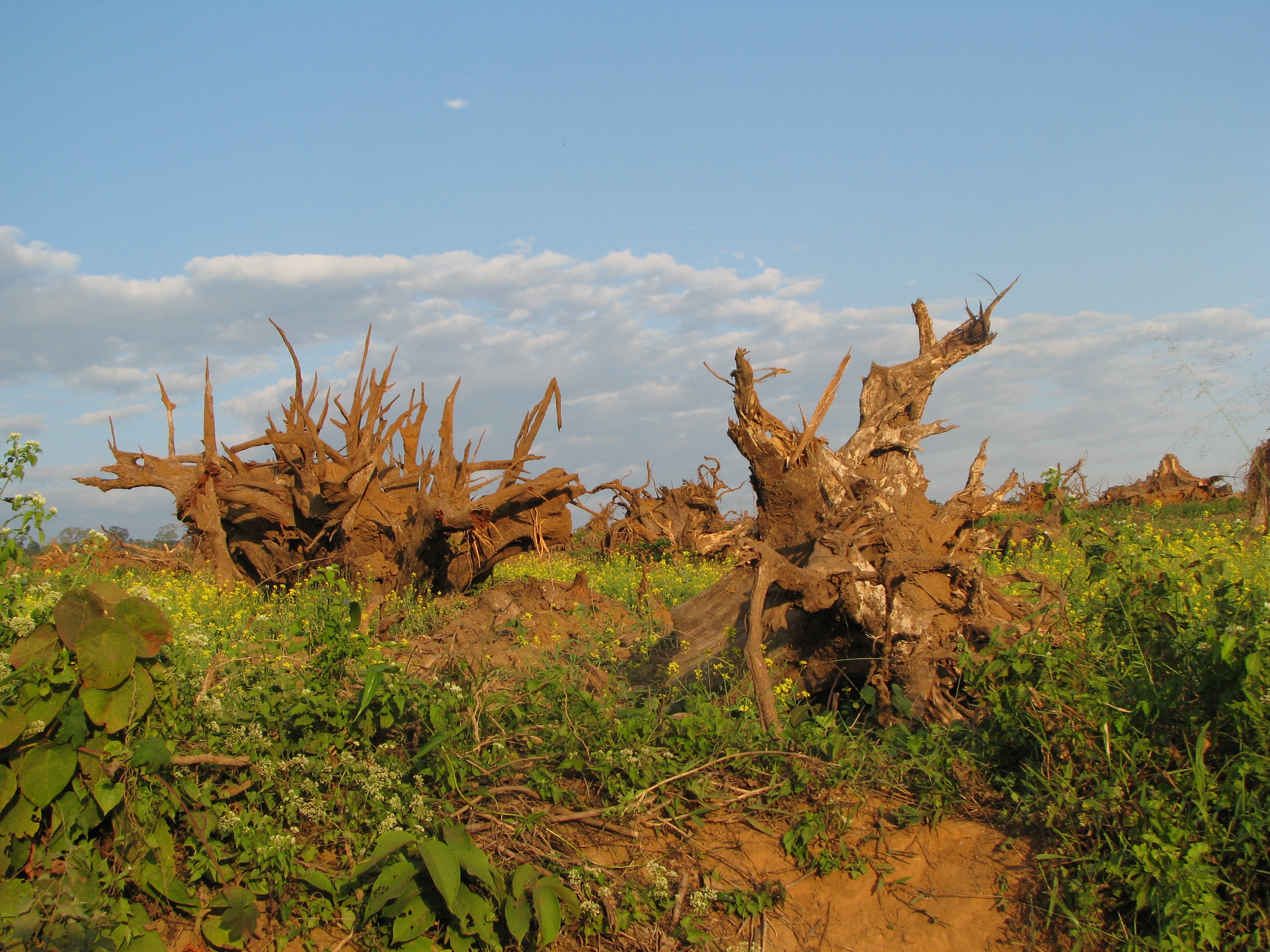
Odlesňování kolem Pakke Tiger Reserve, Indie

Madagaskar ztratil 90 % svých východních deštných pralesů. Od roku 2007 zůstalo méně než 5 0% haitských lesů. Mexiko, Indie, Filipíny, Indonésie, Thajsko, Barma, Malajsie, Bangladéš, Čína, Srí Lanka, Laos, Nigérie, Konžská demokratická republika, Libérie, Guinea, Ghana a Pobřeží slonoviny ztratily velké oblasti jejich deštného pralesa. Několik zemí, zejména Brazílie, prohlásilo odlesňování za národní nouzovou situaci.Ekoregionový Projekt Světového fondu pro ochranu přírody o bioregionech katalogizuje typy stanovišť po celém světě, včetně ztráty stanovišť, jako je odlesňování, což ukazuje například, že dokonce i v bohatých lesích v některých částech Kanady, jako jsou středokontinentální kanadské lesy prérijních provincií, byla ztracena či změněna polovina lesního porostu.

### Oblasti
Míry odlesňování se liší po celém světě.
V roce 2011 ukázal organizace Conservation International 10 nejohroženějších lesních oblastí, které se vyznačují tím, že ztratily 90 % nebo více svého původního habitatu; přitom každý z nich obsahuje nejméně 1500 endemických druhů rostlin (druhy se nikde jinde na světě nenacházejí).
| Ohrožená lesní oblast                 | Oblast            | Zbývá | Hlavní vegetační typ                                             | Poznámky                                                                                          |
| ------------------------------------- | ----------------- | ----- | ---------------------------------------------------------------- | ------------------------------------------------------------------------------------------------- |
| Indo-Barma                            | Asijsko-pacifická | 5 %   | Tropický a subtropický vlhký listnatý les                        | Řeky, Rivers, zaplavované mokřady, mangrové lesy. Barma, Thajsko, Laos, Vietnam, Kambodža, Indie. |
| Nová Kaledonie                        | Asijsko-pacifická | 5 %   | Tropický a subtropický vlhký listnatý less                       | Podrobněji v referenci.                                                                           |
| Oblast Sunda                          | Asijsko-pacifická | 7 %   | Tropický a subtropický vlhký listnatý les                        | Západní polovina Indo-Malajského souostroví včetně jižního Bornea a Sumatry.                      |
| Filipíny                              | Asijsko-pacifická | 7 %   | Tropický a subtropický vlhký listnatý les                        | Lesy v celé zemi včetně 7 100 ostrovů.                                                            |
| Atlantický les                        | Jižní Amerika     | 8 %   | Tropický a subtropický vlhký listnatý les                        | Lesy podél brazilského atlantského pobřeží, částečně i Paraguay, Argentina a Uruguay.             |
| Hory jihozápadní Číny                 | Asijsko-pacifická | 8 %   | Mírný jehličnatý les                                             | Viz reference.                                                                                    |
| Kalifornská květenná říše             | Severní Amerika   | 10 %  | Tropické a subtropické suché jehličnaté lesy                     | Viz reference.                                                                                    |
| Pobřežní lesy východní Afriky         | Afrika            | 10 %  | Tropický a subtropický vlhký listnatý les                        | Mosambik, Tanzanie, Keňa, Somálsko.                                                               |
| Madagaskar a ostrovy Indického oceánu | Afrika            | 10 %  | Tropický a subtropický vlhký listnatý les                        | Madagaskar, Mauricius, Réunion, Seychely, Komory.                                                 |
| Východní Afromontane                  | Afrika            | 11 %  | Tropický a subtropický vlhký listnatý les Horské louky a křoviny | Lesy rozptýlené podél východní hrany Afriky, od Saúdské Arábie na severu po Zimbabwe na jihu.     |

## Historie odlesňování na území České republiky
Již v době neolitické revoluce (6 000 před naším letopočtem) docházelo k prvním zásahům do původních lesů – kolonizace území podél velkých vodních toků probíhala za současného kácení či žďáření stávajících porostů. Ještě na konci prvního tisíciletí však lesy na našem území pokrývaly minimálně 80 %. S nastupujícím středověkem byly káceny původní pralesy v centrální části území dnešní ČR, částečně přirozeně nahrazovány sekundárním lesem. Ve východní části území jsou naopak původní lesy nahrazovány pastvinami v rámci Valašské kolonizace.
Dřevo bylo na území střední Evropy vždy strategickou surovinou, využívalo se jak ve stavebnictví, tak jako zdroj energie pro hornictví, hutní provozy a vaření a topení v lidských obydlích.
Královské lesy tak byly chráněny:
| „                              | Krásný soubor našich lesů, vzbuzující obdiv cizinců, chceme netoliko promrhati, ale zamýšlíme jej uchrániti od veškerého kácení. Chtějíce, aby lesy zůstaly nedotknuté a věčné, rozkazujeme, aby žádný z našich hajných nebo lovčích ani žádná jiná osoba nesměla je káceti, vyvážeti nějaké dříví z našich lesů, zcizovati je nebo prodávati, leč pouze dřevo suché a to, které padne silou větrů. Kdo by jednal opačně, tomu hrozí utětí pravé ruky. | “ |
| — Majestas Carolina, Karel IV. | |   |

Počátky inventarizace lesního bohatství můžeme dohledat již ve 14. století – v rožmberském panství byl zjišťován stav lesů, od 16. století vydávala jednotlivá panství lesní řády a pokyny, jak pečovat o lesy. Od 16. až 17. století jsou k dispozici informace o složení a rozloze lesů.
Stoupající spotřeba dřeva v 17. a 18. století vedla k masivnímu odlesňování a dle některých historiků k energetické krizi způsobené nedostatkem (dostupného) dřeva. Reakcí jsou první snahy o zavedení systémového lesního hospodářství. V polovině 18. století Marie Terezie podepisuje „Císařský královský patent lesů a dříví, ustanovení v království Českém se týkající, daný na hradě Pražském dne 5. dubna 1754“. Tento, mimo jiné zakazuje pastvu v mladých lesních porostech, hrabání mechu a nařizuje zajištění nového porostu po provedené těžbě, dochází k zavádění intenzivního smrkového hospodářství.

### Obrat na konci 19. století
Trend odlesňování pokračoval s výjimkami (husitské války, třicetiletá válka) do 19. století, kdy procentuální rozloha lesa dosáhla historicky nejnižší hodnoty 29 %. Od konce 19. století se trend obrací a sledujeme trvalý nárůst lesních ploch, který má více vysvětlení.
Po druhé světové válce došlo k vystěhování téměř 3 milionů lidí z pohraničí, bylo opuštěno mnoho sídel a část původních osad a pastvin byla zalesněna. Dalšími faktory jsou technologické inovace (umělá hnojiva, pesticidy, šlechtění), díky kterým byl navýšen výnos u zemědělských plodin, což umožnilo zpětné zalesnění části zemědělské půdy. Dřevo v primárním průmyslu bylo nahrazeno fosilními palivy, a v neposlední řadě vznikají zákony na ochranu lesů.
I v posledních letech výměra lesních pozemků v Česku setrvale stoupá, částečně díky nově zalesněným pozemkům, částečně kvůli zpřesňujícím se údajům v katastru nemovitostí. V roce 2000 byl podíl rozlohy lesa v Česku 33,4 %. ( Evropský průměr bez zemí bývalé SSSR je 35 %, světový průměr je 30 %)
| 2000      | 2005      | 2010      | 2015      | 2018      | 2019      |
| --------- | --------- | --------- | --------- | --------- | --------- |
| 2 637 290 | 2 647 416 | 2 657 376 | 2 668 392 | 2 673 392 | 2 675 670 |

## Kontrola

### Snižování emisí
Důležité mezinárodní organizace včetně Organizace spojených národů a Světové banky začaly vyvíjet programy zaměřené na omezení odlesňování. Všeobecný program "Snižování emisí z odlesňování a degradace lesů" (REDD) využívá přímé peněžní nebo jiné pobídky, aby podpořil rozvojové země, aby omezily odlesňování a/nebo začaly zalesňování. Financování programu bylo vyřešeno na konferenci smluvních stran Rámcové úmluvy OSN o změně klimatu (UNFCCC) COP–15 v Kodani v prosinci 2009, kde byla dosažena shoda s kolektivním závazkem rozvinutých zemí o financování, včetně lesnictví a investic prostřednictvím mezinárodních institucí, které se v období 2010–2012 přiblížilo k 30 miliardám USD. Byly stanoveny nástroje pro sledování dodržování zásad stanovených pro REDD v rozvojových zemích. Mezi tyto nástroje, které se spoléhají na satelitní monitorování lesů a další zdroje dat, patří iniciativa FORMA (Forest Monitoring for Action) Centra pro globální rozvoj a Portál pro sledování lesního uhlíku. Na konferenci COP–15 byly také schváleny metodické pokyny pro monitorování lesů. V roce 2014 spustila Organizace pro výživu a zemědělství Organizace spojených národů s partnery iniciativu Open Foris – soubor softwarových nástrojů s otevřeným zdrojovým kódem, které pomáhají zemím shromažďovat, vytvářet a šířit informace o stavu lesních zdrojů. Nástroje podporují sledování životního cyklu, od posouzení potřeb, návrhu, plánování, sběru a správy dat v terénu, analýzy odhadů a šíření. Zahrnuty jsou nástroje pro zpracování satelitních snímků, jakož i nástroje pro mezinárodní podávání zpráv o snižování emisí z odlesňování a degradace lesů (REDD) a MRV (měření, vykazování a ověřování) a hodnocení globálních lesních zdrojů FAO.
Při hodnocení dopadů celkového snižování emisí jsou země, které vzbuzují největší obavy, ty státy, které jsou klasifikovány jako země s vysokým zalesněním a s vysokými mírami odlesňování (HFHD) a ty s nízkým zalesněním a s vysokými mírami odlesňování (LFHD). Jako země s vysokým stupněm odlesňování jsou jmenovány Afghánistán, Benin, Botswana, Myanmar, Burundi, Kamerun, Čad, Ekvádor, Salvador, Etiopie, Ghana, Guatemala, Guinea, Haiti, Honduras, Indonésie, Libérie, Malawi, Mali, Mauretánie, Mongolsko, Namibie, Nepál, Nikaragua, Niger, Nigérie, Pákistán, Paraguay, Filipíny, Senegal, Sierra Leone, Srí Lanka, Súdán, Togo, Uganda, Tanzanie, Zimbabwe, Brazílie, Kambodža, Severní Korea, Rovníková Guinea, Malajsie, Šalomounovy ostrovy, Východní Timor, Venezuela a Zambie.
Také jednotlivé firmy mohou ovlivňovat odlesňování. Největší producent palmového oleje Wilmar se v roce 2018 rozhodl bránit svým dodavatelům v dalším odlesňování, čímž vytvořil důležitý precedens.

#### Platby za ochranu lesů
V Bolívii způsobovalo odlesňování v horních povodích environmentální problémy, včetně eroze půdy a snižování kvality vody. Inovativní projekt, jehož cílem je napravit tuto situaci, spočívá v tom, že držitelé půdy v těchto oblastech jsou placeni uživateli vody za ochranu lesů. Držitelé půdy dostávají 20 USD za ochranu stromů, zamezení znečišťování hospodářskými zvířaty a za zvyšování biologické rozmanitosti a zachycování uhlíku na svých pozemcích. Rovněž obdrží 30 USD, na zakoupení včelího úlu.

### Pozemková práva

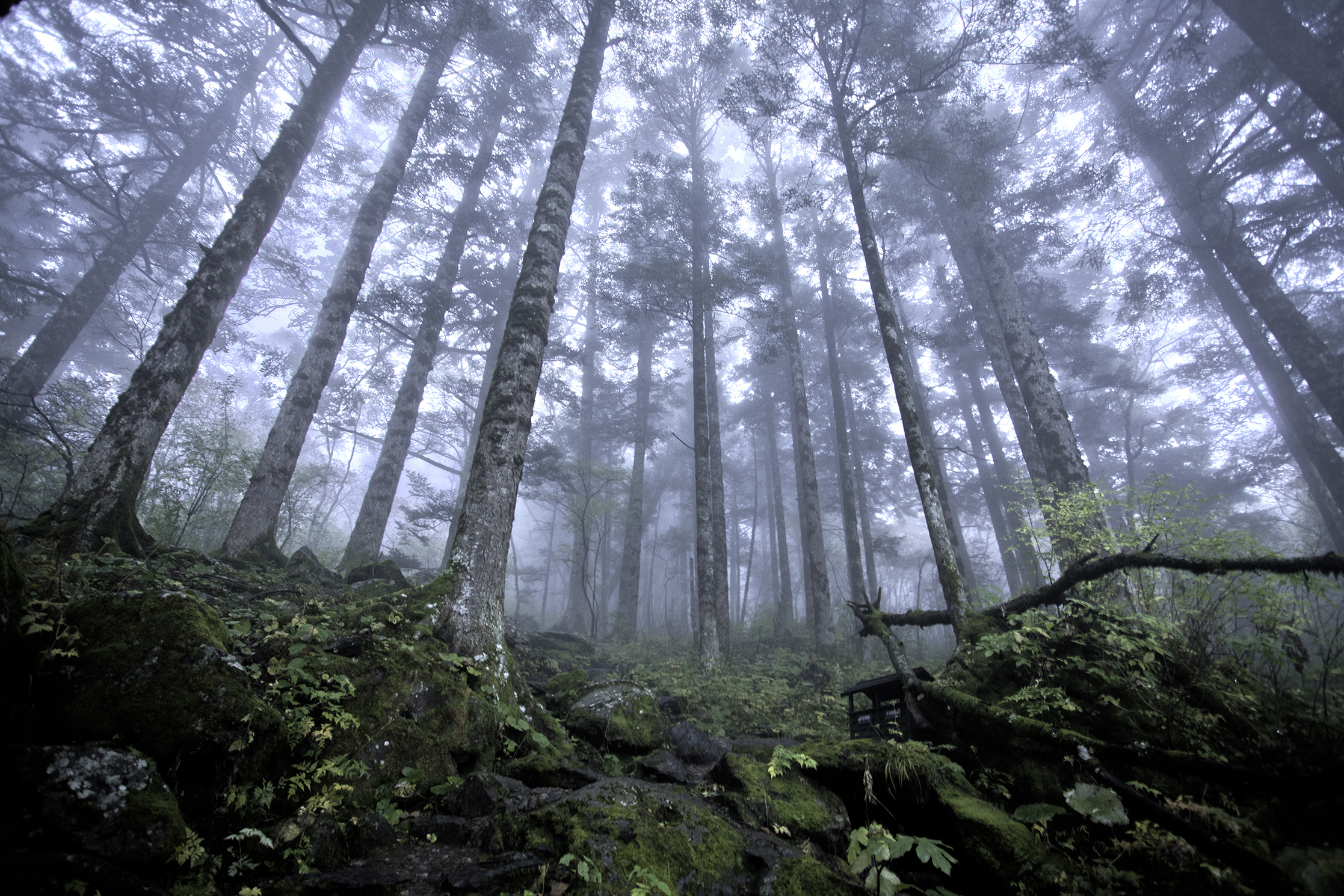
Jako nástroj ochrany lesů se převádí pozemkové právo na domorodé obyvatele.

Jako jeden z efektivních nástrojů ochrany lesů se ukazuje převod práv k lesním pozemků z obecných na domorodé obyvatele. K tomu patří i zákonná ochrana těchto práv; příkladem je indický zákon o právech na lesy. Bylo prokázáno, že převod těchto práv v Číně, při snad největší pozemkové reformě v moderní době, měl za důsledek nárůst zalesnění. V Brazílii mají zalesněné oblasti, které jsou drženy domorodými skupinami, ještě nižší míru těžby stromů, než národní parky.

### Zemědělství
Pro intenzivnější hospodaření se vyvíjejí nové metody, jako jsou hybridní plodiny s vysokým výnosem, skleníky, zahrady na autonomních budovách a hydroponie. Tyto metody jsou ovšem často závislé na chemických vstupech, aby se udržely potřebné výnosy. V cirkulárním zemědělství se skot pase na zemědělské půdě, která odpočívá a omlazuje se. Cirkulární zemědělství tak ve skutečnosti zvyšuje úrodnost půdy. Naopak intenzivní zemědělství může snížit půdní živiny rychlou spotřebou stopových minerálů potřebných pro růst plodin. Nejslibnějším přístupem je však koncept potravinových lesů v permakultuře, který se skládá z agrolesnických systémů pečlivě navržených tak, aby napodobovaly přírodní lesy, s důrazem na rostlinné a živočišné druhy, které jsou předmětem zájmu pro potraviny, dřevo a jiná použití. Tyto systémy mají malou závislost na fosilních palivech a agrochemikáliích, jsou vysoce udržitelné, vysoce produktivní a mají silný pozitivní dopad na kvalitu půdy a vody a na biologickou rozmanitost.

### Sledování odlesňování

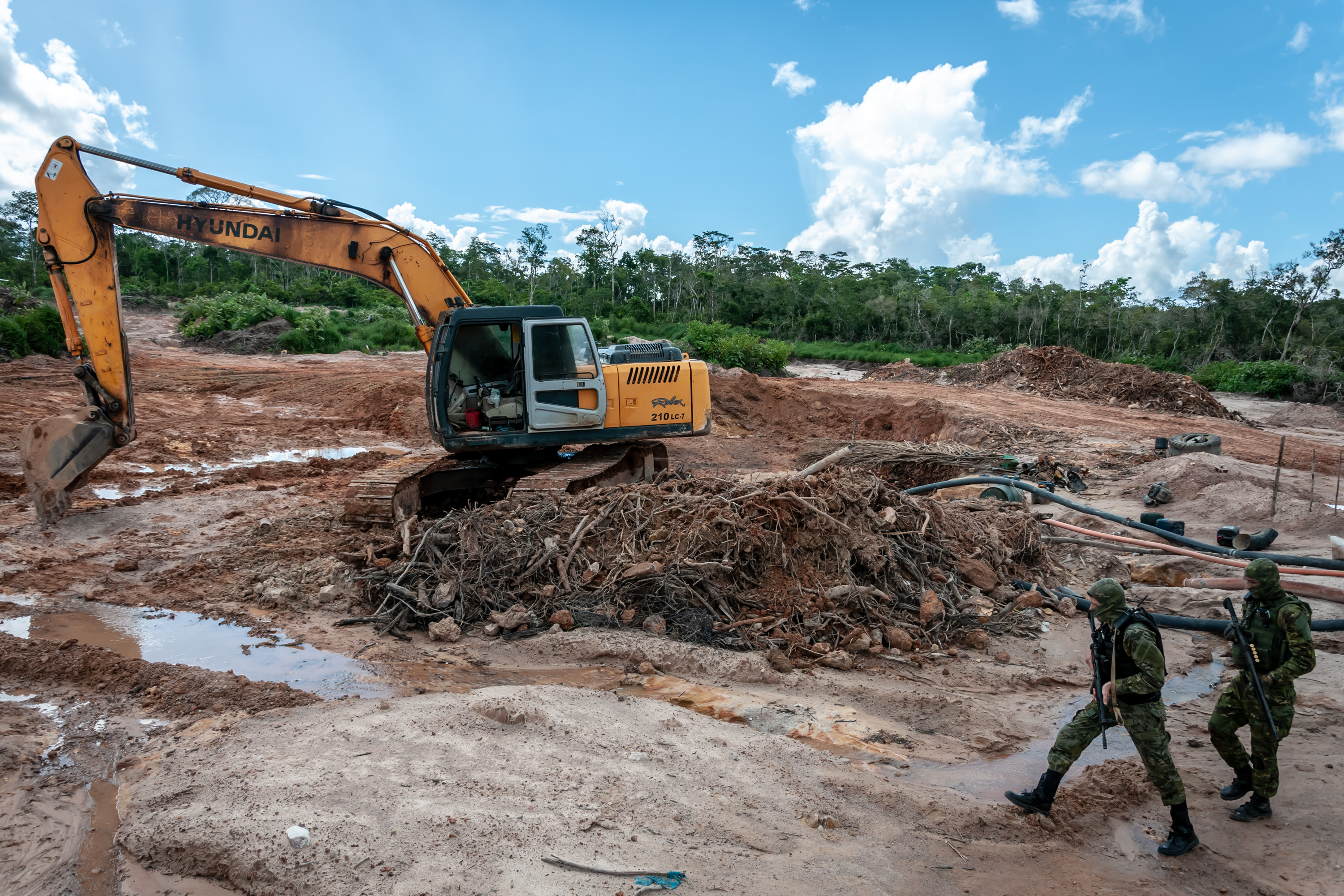
Agenti IBAMA, brazilské inspekce životního prostředí, kteří hledají nezákonnou těžbu dřeva na domorodém území v amazonském deštném pralese, 2018

Existuje několik metod, které jsou vhodné a spolehlivé pro sledování odlesňování. Jednou z metod je „vizuální interpretace leteckých snímků nebo satelitních snímků, která je náročná na pracovní sílu, ale nevyžaduje vyškolení v oblasti zpracování počítačového obrazu nebo rozsáhlé výpočetní kapacity“. Jiná metoda zahrnuje analýzu hot-spotů (tj. míst rychlé změny) pomocí expertního posudku nebo družicových dat s hrubým rozlišením k identifikaci míst pro podrobnou digitální analýzu se satelitními obrazy s vysokým rozlišením. Odlesňování se obvykle posuzuje kvantifikací množství odlesněné plochy, měřeno v současné době. Z environmentálního hlediska je vyčíslení škod a jejich možných důsledků důležitějším úkolem, zatímco snahy o zachování jsou více zaměřeny na ochranu zalesněné půdy a rozvoj alternativ využití půdy, aby se zabránilo pokračujícímu odlesňování. Míra odlesňování a celková odlesněná plocha se široce používají pro monitorování odlesňování v mnoha regionech, včetně sledování odlesňování brazilských Amazonií společností INPE. K dispozici je globální satelitní pohled.

### Hospodaření v lesích
Již řadu století existuje úsilí o zastavení nebo zpomalení odlesňování, protože již dlouho je známo, že odlesňování může v některých případech způsobit poškození životního prostředí, které v některých případech může způsobit kolaps společností. V ostrovním státě Tonga vyvinuli hlavní vládci politiky, které mají zabránit konfliktům mezi krátkodobými zisky z přeměny lesa na zemědělskou půdu a dlouhodobými problémy, které by způsobila ztráta lesa zatímco během 17. a 18. století v Tokugawě v Japonsku vyvinula společnost shōguns velmi sofistikovaný systém dlouhodobého plánování s cílem zastavit a dokonce zvrátit odlesňování předchozích století nahrazováním dřeva jinými produkty a účinnějším využíváním půdy, která byla po mnoho staletí obhospodařována. V Německu v 16. století rozvinuli vlastníci půdy také pěstování lesů, aby se vypořádali s problémem odlesňování. Tyto politiky se však obvykle omezují na prostředí s dostatečným srážkami, bez sucha a velmi mladými půdami (prostřednictvím sopečné činnosti nebo po zalednění). Je tomu tak proto, že na starších a méně úrodných půdách rostou stromy příliš pomalu, než aby bylo lesní hospodářství ekonomické, zatímco v oblastech s výraznými obdobími sucha vždy existuje riziko lesních požárů, které zničí stromy dříve, než dospějí do mýtního věku.
V oblastech, kde se praktikuje „žďáření“, by přechod na „kácení a výrobu biouhle“ zabránilo rychlému odlesňování a následné degradaci půdy. Takto vytvořený biouhel, vrácený zpět do půdy, není jen trvanlivou metodou sekvestrace uhlíku, ale je také mimořádně prospěšnou úpravou půdy. Ve směsi s biomasou přináší tvorbu terra preta, jedné z nejbohatších půd na planetě a jediné, o které je známo, že se regeneruje.

#### Udržitelné postupy

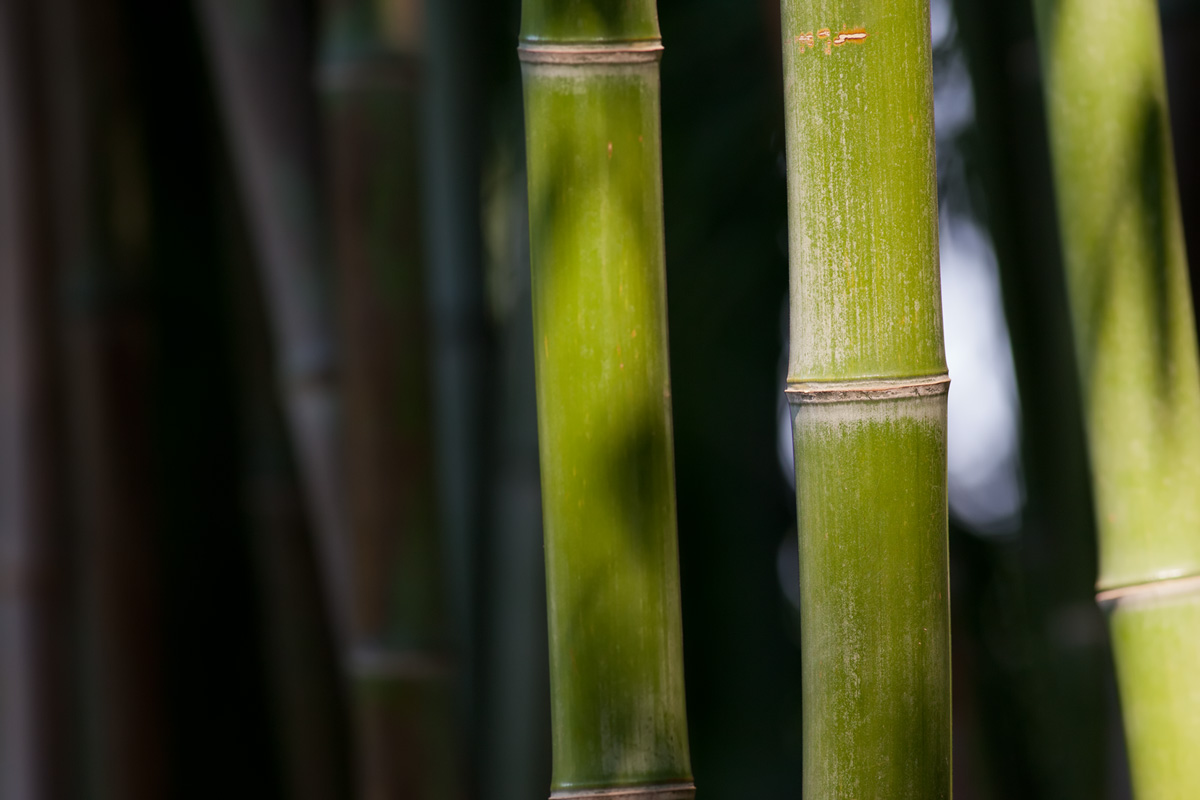
Bambus je prosazován jako udržitelnější alternativa k těžbě dřeva na palivo.

Certifikace, které poskytují globální certifikační systémy, jako je PEFC a FSC, přispívají k řešení odlesňování vytvářením tržní poptávky po dřevu z lesů s udržitelnou správou. Podle Organizace spojených národů pro výživu a zemědělství (FAO): „Hlavní podmínkou pro přijetí udržitelného hospodaření v lesích je poptávka po produktech, které jsou produkovány udržitelně, a ochota spotřebitele platit za vyšší náklady. Certifikace představuje posun od regulačních opatření přístupy k tržním pobídkám na podporu udržitelného hospodaření s lesy. Propagací pozitivních atributů lesních produktů z lesů s udržitelnou správou se certifikace zaměřuje na poptávkovou stranu ochrany životního prostředí.“ Organizace Rainforest Rescue tvrdí, že standardy organizací, jako je FSC, jsou příliš úzce spojeny se zájmy dřevařského průmyslu, a proto nezaručují environmentálně a sociálně odpovědné lesní hospodářství. Dalším problémem je to, že monitorovací systémy jsou často nedostatečné a na celém světě byly dokumentovány různé případy podvodů.
Použití paliva z bambusu má proti dřevu za následek čistší spalování a protože bambus zraje mnohem rychleji než dřevo, je snížen tlak na odlesňování, protože zásoby lze rychleji doplnit.

### Zalesňování
V mnoha částech světa, zejména ve východoasijských zemích, dochází k zalesňování. Rozloha lesů se zvětšila ve 22 z 50 nejvíce lesnatých zemí světa. V Asii narostla v letech 2000 až 2005 rozloha lesů o 1 milion ha. Tropický prales v Salvadoru se v letech 1992 až 2001 rozšířil o více než 20 %. Na základě těchto trendů jedna studie předpokládá, že do roku 2050 vzroste globální zalesnění o 10 %, tedy o území velikosti Indie.
V Čínské lidové republice, kde došlo k rozsáhlému ničení lesů, vláda v minulosti požadovala, aby každý občan s věkem ve věku od 11 do 60 let zasadil tři až pět stromů ročně nebo aby vykonával stejné množství práce v ostatních lesnických službách. Vláda tvrdí, že od roku 1982 bylo v Číně každý rok vysazeno nejméně 1 miliarda stromů. To se dnes již nevyžaduje, ale každoročně 12. března v Číně je svátek sázení stromů. Čínská vláda také zahájila projekt Velká zelená zeď, jehož cílem je zastavit rozšiřování pouště Gobi výsadbou stromů. Vzhledem k tomu, že velké množství stromů po výsadbě odumřelo (až 75 %), není projekt příliš úspěšný. V Číně došlo od sedmdesátých let ke zvýšení lesní plochy o 47 milionů hektarů. Celkový počet vysazených stromů činil asi 35 miliard a zalesněná plocha se zvýšila celkově o 4,55 %. Před dvaceti lety bylo v Číně zalesněno 12 % území a nyní je to 16,55 %.
Arbor Day Foundation je charitativní organizace, která pomáhá předcházet odlesňování. Charita používá darované peníze na nákup a zachování pozemků v deštném pralese, než je koupí dřevařské společnosti. Nadace Arbor Day Foundation potom chrání půdu před odlesňováním. To také pomáhá primitivním kmenům, žijícím na lesní půdě. Organizace jako Community Forestry International, Cool Earth, The Nature Conservancy, World Wide Fund for Nature, Conservation International, African Conservation Foundation and Greenpeace se také zaměřují na ochranu lesních stanovišť. Zejména společnost Greenpeace zmapovala dosud neporušené lesy a tyto informace zveřejnila na internetu. World Resources Institute zase vytvořil jednoduchou tematickou mapu, která ukazuje množství lesů přítomných těsně před věkem člověka (před 8 000 lety) a současnou (sníženou) plochu lesů. Tyto mapy ukazují míru zalesnění potřebnou k nápravě škod způsobených lidmi.

### Lesní plantáže
Aby se uspokojení světová poptávka po dřevě, jsou navrhovány lesní plantáže s vysokým výnosem dřeva. Plantáže, které ročně produkují 10 metrů krychlových na hektar, by dodaly dostatek dřeva pro obchodování s využitím pouhých 5 % stávajícího lesů na světě. Naproti tomu přírodní lesy produkují asi 1–2 metry krychlové na hektar; proto by pro uspokojení poptávky bylo zapotřebí 5–10krát více lesů. Lesník Chad Oliver navrhl lesní mozaiku s lesními pozemky s vysokou výnosností, které by byly rozptýleny mezi přírodními lesy.
V celosvětovém měřítku se podíl hospodářských lesů navýšil v letech 1990 až 2015 z 4,1 % na 7,0 % celkové lesní plochy. V roce 2015 dosáhly lesní plantáže rozlohy 280 milionů ha, což je v posledních deseti letech nárůst o přibližně 40 milionů ha. Globálně jsou vysázené lesy tvořeny z 18 % exotickými nebo introdukovanými druhy, zatímco ostatní jsou druhy pocházející z země, kde jsou vysazeny. V Jižní Americe, Oceánii a ve východní a jižní Africe dominují vysazeným lesům introdukované druhy: 88 % pro Jižní Ameriku, 75 % pro Oceánii a 65 % pro jižní Afriku. V Severní Americe, západní a Střední Asii a Evropě jsou podíly introdukovaných druhů v plantážích mnohem nižší, tj. 1 %, 3 % a 8 % celkové osázené plochy.
V Senegalu na západním pobřeží Afriky pomohlo hnutí vedené mladými lidmi zasadit přes 6 milionů mangrovových stromů. Stromy ochrání místní vesnice před škodami způsobenými bouřemi a vytvoří stanoviště pro místní divokou zvěř. Projekt byl zahájen v roce 2008 a Senegalská vláda byla požádána, aby stanovila pravidla a předpisy, které budou chránit nové mangrovové lesy.

## Vojenský kontext

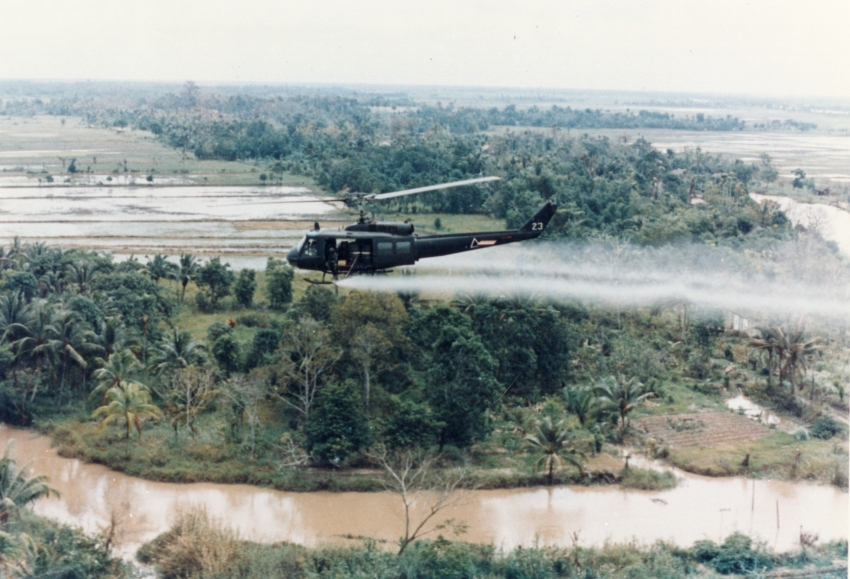
Helikoptéra Huey americké armády stříkající agent Orange během vietnamské války

Nejen nároky na zemědělskou půdu a urbanizaci způsobují převážně odlesňování, svůj podíl mohou hrát také vojenské požadavky. Jeden příklad úmyslného odlesňování bylo možno pozorovat v americké okupační zóně v Německu po skončení druhé světové války v roce 1945. Před začátkem studené války bylo poražené Německo stále považováno za potenciální budoucí hrozbu, nikoli za potenciálního budoucího spojence. Vítězní spojenci se pokusili tuto hrozbu řešit tak, že se pokusili snížit německý průmyslový potenciál a proto bylo navrženo rozsáhlé odlesnění. Zdroje v americké vládě připustily, že účelem toho bylo „konečné zničení válečného potenciálu německých lesů“. V důsledku kácení došlo k odlesňování, které mohlo být eliminováno teprve v řádu mnoha let.
Válečné operace také mohou být příčinou odlesňování. Například v bitvě v Okinawě v roce 1945 bombardování a další bojové operace redukovaly tropickou krajinu na „obrovské pole bahna, olova, rozpadu a červů“.
Odlesňování může také být součástí vojenské taktiky. Odlesnění se stalo součástí úspěšného dobytí Kavkazu Ruskou říší v polovině 19. století. Britové (během malajské krize) a Spojené státy americké (v korejské válce a ve vietnamské válce) používaly defolianty (jako agent Orange apod.).

## Kontext veřejného zdraví
Odlesňování eliminuje velké množství druhů rostlin a živočichů, což také často vede ke zvýšení nemocnosti. Ztráta původních druhů umožňuje dominanci nových druhů. Zničení dravých druhů zvířat může často vést ke zvýšení populací hlodavců, které mohou roznášet například mor. Kromě toho může eroze vytvářet zásoby stojaté vody, které jsou dokonalým rozmnožovacím místem pro komáry, dobře známé přenašeče malárie, žlutá horečky, virusu nipah a dalších. Odlesňování může také vytvořit podmínky k šíření nepůvodních druhů, jako jsou určité druhy šneků, které byly korelovány se zvýšením případů schistosomiázy.
Odlesňování se vyskytuje po celém světě a je spojeno se zvýšeným výskytem ohnisek nemoci. V Malajsii byly vykáceny tisíce hektarů lesa pro prasečí farmy. To vedlo ke zvýšení zoonózy viru Nipah. V Keni vedlo odlesňování ke zvýšení případů malárie, což je nyní hlavní příčinou nemocnosti a úmrtnosti v této zemi. Studie z roku 2017 v American Economic Review zjistila, že odlesňování podstatně zvýšilo výskyt malárie v Nigérii.
Další cestou, kterou odlesňování ovlivňuje nemocnost, je přemístění a rozptýlení hostitelů přenášejících onemocnění. Tuto cestu vzniku nemoci lze nazvat „působení expanzivních druhů“, čímž se rozsah hostitele (a tím i rozsah patogenů) rozšiřuje do nových geografických oblastí. Přenašeči a přirozené rezervoáry jsou odlesňováním nuceni k přesunu do sousedních stanovišť. Doprovázející druhy přirozených rezervoárů jsou patogeny, které mají schopnost najít nové přenašeče v dříve exponovaných oblastech. Protože tyto patogeny a druhy přicházejí do bližšího kontaktu s lidmi, kteří jsou infikovány přímo i nepřímo.
Názorným příkladem rozšíření rozsahu je vypuknutí viru Nipah v Malajsii v roce 1998. Po řadu let vedlo odlesňování, sucho a následné požáry k dramatickému zeměpisnému posunu a přesunu kalounů, hostitelů viru Nipah. Odlesňování snížilo dostupné ovocné stromy v prostředí netopýrů a zasahovalo do okolních sadů, kde se také nacházel velký počet prasat. Netopýři díky blízkosti rozšířili Nipah na prasata. Když virus infikoval prasata, jejich úmrtnost byla mnohem nižší než u lidí, takže prasata byla virulentním přenašečem, což vedlo k přenosu viru na člověka. Výsledkem bylo 265 hlášených případů encefalitidy, z nichž 105 mělo za následek smrt. Tento příklad poskytuje důležitou lekci dopadu odlesňování na lidské zdraví.
Dalším příkladem rozšíření rozsahu v důsledku odlesňování a dalších dopadů na antropogenní stanoviště je hlodavec Kapybara v Paraguayi. Tento hlodavec je hostitelem řady zoonozních chorob a přestože dosud nedošlo k propuknutí nákazy člověkem v důsledku přesunu tohoto hlodavce do nových regionů, nabízí příklad toho, jak ničení biotopů odlesňováním a následným pohyby druhů se vyskytují pravidelně.
Také šíření HIV je přinejmenším částečně způsobeno odlesňováním. Rostoucí populace vyvolala poptávku po potravinách a odlesňováním se otevíraly nové oblasti lesa, lovci sklízeli velké množství křovin primátů, které je považováno za původ HIV.

#### V médiích
- TAYLOR, Jerome. Destruction of forests in developing world 'out of control' – Ničení lesů v rozvojovém světě „mimo kontrolu“. The Independent. 2007-03-14. Dostupné v archivu pořízeném z originálu. Archivováno 17. 3. 2007 na Wayback Machine.
- PAPPAS, Stephanie. Vanishing Forests: New Map Details Global Deforestation – Mizící lesy: Nová mapa detailů globálního odlesnění. livescience.com [online]. [cit. 2019-10-10]. Dostupné online. (anglicky)
- The Amazon is being relentlessly torn down, just as scientists have discovered 381 new species in it – Nové amazonské druhy objevené každé dva dny, zatímco deštný prales je zničen „vytrvalým odlesňováním“. The Independent [online]. 2017-08-31 [cit. 2019-10-10]. Dostupné online. (anglicky)
- PHILLIPS, Dom; WASLEY, Daniel Camargos Andrew; LONDON, Alexandra Heal in. Revealed: rampant deforestation of Amazon driven by global greed for meat – Odhaleno: nekontrolovatelné odlesňování Amazonu vyvolané celosvětovou touhou po masu. The Guardian. 2019-07-02. Dostupné online [cit. 2019-10-10]. ISSN 0261-3077. (anglicky)

#### Filmy online
- CANADA, National Film Board of. Battle for the Trees - Archiv dokumentárních filmů Národní filmové rady Kanady – Bitva o stromy. [s.l.]: [s.n.] Dostupné online. (anglicky)
- CANADA, National Film Board of. The Forest in Crisis – Archiv dokumentárních filmů Národní filmové rady Kanady – Lesy v krizi. [s.l.]: [s.n.] Dostupné online. (anglicky)
- Video On Deforestation In Paraguay As A Result Of Agricultural Development: Impact To Indigenous People And Wildlife - Indigenous Peoples Issues and Resources – Video o nezákonném odlesňování v Paraguayi. web.archive.org [online]. 2013-11-02 [cit. 2019-10-10]. Dostupné v archivu pořízeném z originálu.